# Gibraltar
Gibraltar (en inglés: Gibraltar, AFI: [dʒɨˈbɹɒːɫ̩tə]) es un territorio británico de ultramar situado en una pequeña península del extremo meridional de la península ibérica, que hace frontera terrestre con España, país que reclama su soberanía. Para la Organización de las Naciones Unidas, Gibraltar, como colonia, es uno de los territorios no autónomos bajo supervisión de su Comité Especial de Descolonización, al igual que otros dieciséis casos más.
Atendiendo al artículo X del Tratado de Utrecht, «la ciudad y castillos de Gibraltar, juntamente con su puerto, defensas y fortalezas» en 1713 serían una propiedad a perpetuidad de la Corona británica en territorio de jurisdicción española, debiendo ser ofrecido a España en primer lugar si el Reino Unido renunciase, vendiera o enajenase de alguna manera dicha propiedad. El istmo entre el peñón y las otras fortificaciones españolas es para España territorio ocupado ilegítimamente, atendiendo a su interpretación del tratado.
Gibraltar está situado en el extremo meridional de la península ibérica, al este de la bahía de Algeciras, y se extiende sobre la formación geológica del peñón de Gibraltar (en inglés: the Rock of Gibraltar o también, the Rock), península que domina la orilla norte del estrecho homónimo, comunicando el mar Mediterráneo y el océano Atlántico. Alberga una población de 33 140 habitantes en una superficie de menos de 7 km², con una economía basada en el sector de servicios, principalmente como centro financiero, turístico y puerto franco. Aprovechando su privilegiada posición estratégica, cuenta con una base aeronaval de las Fuerzas Armadas Británicas.
Gibraltar fue conocida en la antigüedad como promontorio o monte Calpe (en latín, Mons Calpe), una de las dos míticas columnas de Hércules, y posteriormente renombrada como derivación del árabe Ŷabal Tāriq (جبل طارق), o «montaña de Tariq», en recuerdo del general Táriq ibn Ziyad, quien dirigió el desembarco en este lugar de las fuerzas del Califato Omeya de al-Walid I en 711. Fue escenario de combates en los siglos XIV y XV, en el marco de la Reconquista, e integrada finalmente a la Corona de Castilla en 1462. En 1704 fue tomada por una escuadra angloholandesa en apoyo del Archiduque Carlos, pretendiente durante la guerra de sucesión española, al término de la cual, las Coronas británica y española firmaron el Tratado de Utrecht en 1713. Desde entonces, el devenir político de Gibraltar ha sido objeto de controversia en las relaciones hispano-británicas.

## Etimología
El topónimo Gibraltar deriva del árabe Ŷabal Tāriq (جبل طارق), topónimo derivado del nombre del general Tāriq ibn Ziyad, que dirigió el desembarco en este lugar de las fuerzas omeyas de Walid I en 711. Actualmente, los pobladores de habla española e inglesa denominan a la península Gibraltar, aunque los últimos la conocen coloquialmente como Gib o the Rock (‘la roca’).

## Historia

### Antigüedad, Edad Media y Edad Moderna

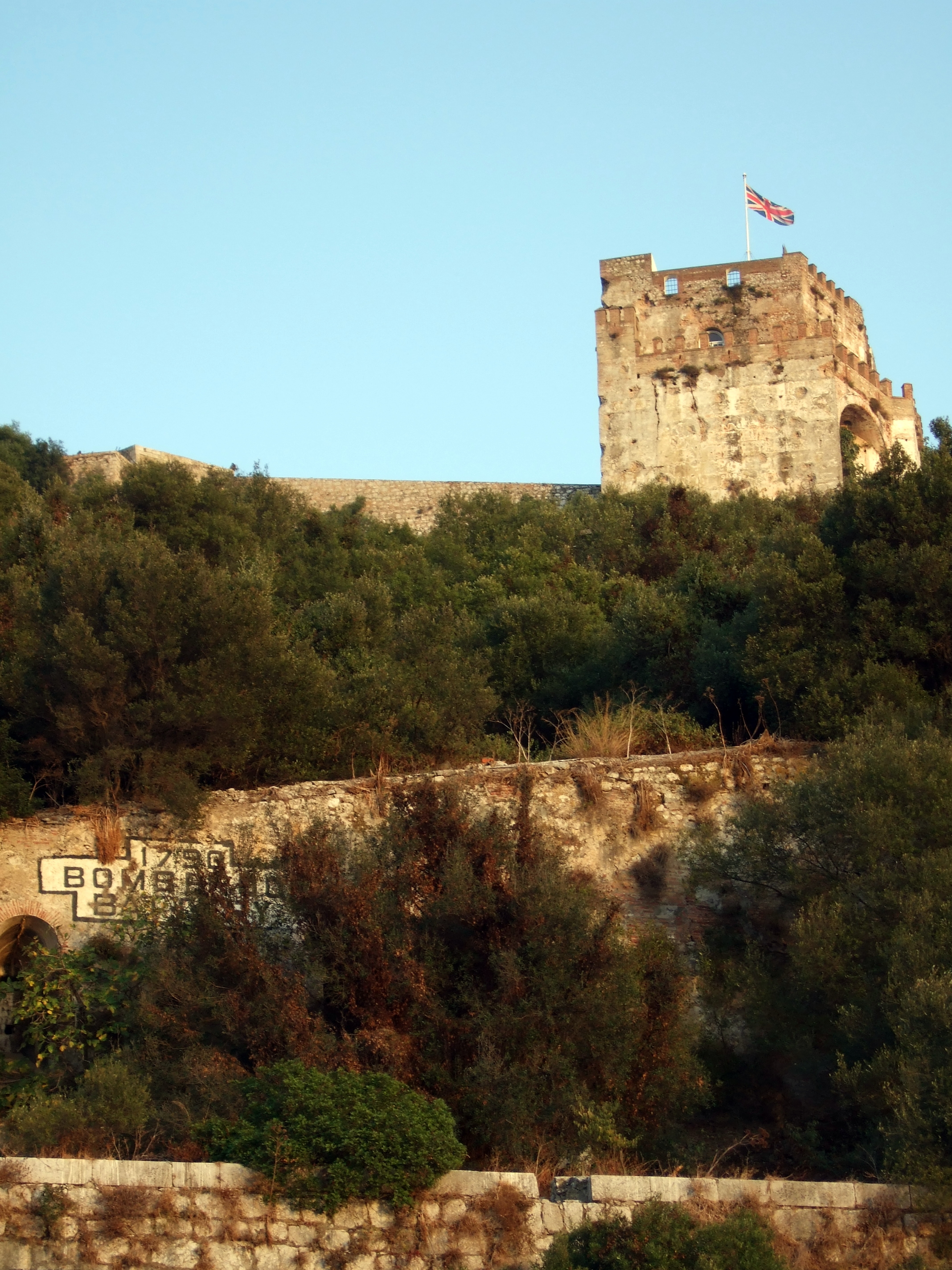
Torre del homenaje del castillo mariní de Gibraltar.

La península y el peñón de Gibraltar, debido a su situación privilegiada en una de las orillas del estrecho homónimo, han sido conocidos desde la antigüedad, como demuestran los yacimientos prehistóricos de las cuevas de Gorham's y Vanguard (40 000 años). Fenicios y griegos visitaron Gibraltar y la mitología griega identificó el peñón como una de las Columnas de Hércules, denominada Calpe.
Gibraltar siguió el devenir de la costa meridional de la península ibérica, pasando del dominio romano al vándalo, posteriormente al visigodo, para ser parte del Imperio bizantino después, volver de nuevo a manos visigodas, pasando finalmente en 711 a manos musulmanas, junto con el resto del reino visigodo. Hasta entonces no se tiene constancia de ningún asentamiento estable en el territorio. No obstante, la conquista del reino visigodo por los musulmanes conllevó un hecho significativo: la atribución de un nombre que, con algunas variaciones, ha sobrevivido hasta hoy: جبل طارق (Ŷabal Tāriq, 'monte de Táriq') en honor del caudillo musulmán Táriq Ibn Ziyad.
El primer asentamiento permanente data de la época almohade. En 1160 el sultán almohade Abd al-Mumin ordenó la construcción de una fortificación en el territorio, cuyos restos aún forman parte del castillo de esta época. Este pasaría posteriormente a manos del reino taifa de Granada, el cual lo conservaría hasta 1309, fecha en que es tomado por tropas castellanas. En 1333 es conquistado por los meriníes (los tradicionales benimerines), que habían invadido la España musulmana, quienes lo ceden al reino nazarí de Granada en 1374. Frente a Gibraltar se entabló la batalla naval de 1407 entre la Corona de Castilla y el Reino nazarí de Granada, con victoria de la escuadra castellana. Finalmente, en 1462, es vuelto a ocupar, esta vez definitivamente, por las tropas del I duque de Medina Sidonia, a cuyo sucesor se le concedió en 1488 el marquesado de Gibraltar, que en 1502 se reincorporó al dominio real. Un año después, los Reyes Católicos le concedieron su propio escudo de armas.
En 1540 fue asaltado por una escuadra turca proveniente de Argel. A finales del siglo XVI, la fortaleza de Gibraltar se volvió clave en las guerras que libraba la Monarquía Hispánica en el Mediterráneo, por un lado contra los corsarios berberiscos y por otro contra los protestantes holandeses e ingleses. Por ello en 1579 se trazó un proyecto de modernización del puerto de Gibraltar, que finalmente se llevó a cabo durante el reinado de Felipe III a un coste de 250 000 ducados, y se emplazó allí una escuadra de galeones para vigilancia del estrecho.
En 1607 y 1621 se libraron sendas batallas navales entre el Imperio Español y las Provincias Unidas, con desigual resultado.

### Ocupación y cesión al Reino Unido

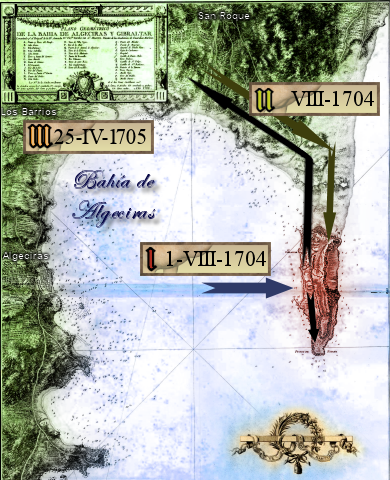
Invasión de Gibraltar en 1704.
I Asedio, huida de la población civil a las poblaciones colindantes e invasión angloholandesa.
II Fracaso del capitán Villadarias de reconquistarlo
III A pesar de llegar los nuevos refuerzos, Felipe V decide rendirse.

En el contexto de la guerra de sucesión española, una flota del bando en favor del pretendiente archiduque Carlos, formada por navíos ingleses y holandeses, atacó en el verano de 1704 varias localidades de la costa sur española hasta llegar a la bahía de Algeciras el 4 de agosto de 1704, donde tomaron posiciones para el ataque a Gibraltar. Las fuerzas borbónicas defensoras contaban con 80 soldados y 120 cañones, de los que un tercio estaban inservibles, junto con 300 milicianos con escasa o nula instrucción militar, lo que revelará ser insuficiente para hacer frente a la fuerza asaltante que totalizaba 12 000 hombres y 1500 cañones, y el apoyo de infantes de marina. Entre ellos se encuentra un batallón de 350 soldados catalanes que protagonizarían el asalto terrestre, desembarcando en la playa de La Caleta, que pasó a ser conocida desde entonces como Catalan Bay.
Tras cinco horas de bombardeos, los marinos ingleses secuestraron a un grupo de civiles entre los que había mujeres y niños, utilizándolos como escudos humanos y notificándolo por carta a los sitiados. Los defensores accedieron a negociar su capitulación haciendo entrega de la plaza al príncipe de Hesse-Darmstadt.

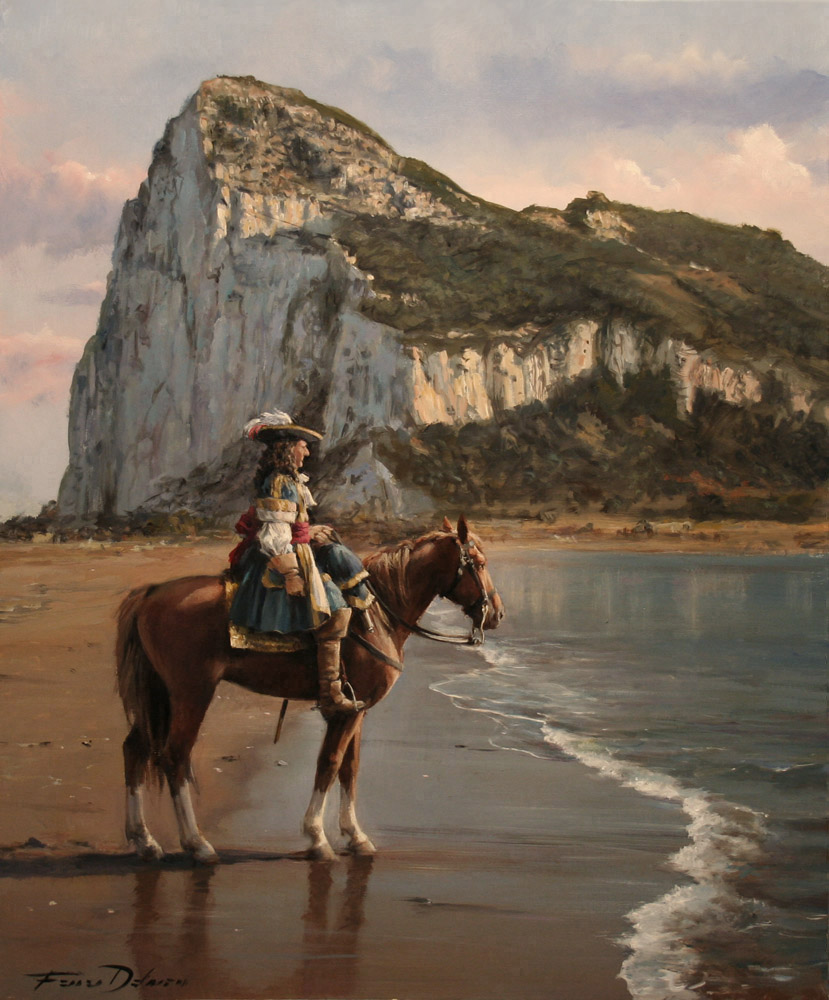
El último de Gibraltar, cuadro de Augusto Ferrer-Dalmau que retrata a Diego de Salinas, último gobernador español del peñón.

La ocupación de Gibraltar supuso el desplazamiento de la mayor parte de su población. El 5 de agosto, el cabildo de Gibraltar presidido por Cayo Prieto Laso de la Vega junto con el gobernador militar de Gibraltar, el general de artillería Diego de Salinas, deciden abandonar Gibraltar al no desear prestar juramento de fidelidad al archiduque. Se vota por aclamación popular (en voz alta), pero se deja voluntad al vecindario para marcharse o quedarse. Al día siguiente, 6 de agosto, se inicia el éxodo, con los atributos identificativos de la ciudad: pendones, archivos, sellos, documentos, imágenes religiosas, libros de registros parroquiales con actas de nacimientos, defunciones y bodas, etc., encabezando la marcha el regidor Bartolomé Ruiz Varela hacia la ermita de San Roque, origen del actual San Roque y en Algeciras, despoblada y en ruinas hasta entonces. A finales de ese mismo año de 1704 tropas hispanofrancesas ponen sitio a la ciudad pretendiendo sin éxito tomarla por las armas. La posesión británica sería reconocida en el Tratado de Utrecht en 1713, que puso fin a la guerra. Por este tratado, España cedía a perpetuidad el peñón a Gran Bretaña sin jurisdicción alguna, estableciéndose, no obstante, una cláusula por la cual si el territorio dejaba de ser británico, España tendría la opción de recuperarlo. Técnicamente, Gibraltar fue una Colonia anglo-holandesa desde 1704 hasta 1707 y una colonia holandesa y británica desde el 1 de mayo de 1707 (fecha del nacimiento del Reino Unido) hasta el 13 de julio de 1713 (fecha de la firma del Tratado de Utrecht). Desde el 13 de julio de 1713, Gibraltar sería solamente posesión británica según los términos del tratado y Holanda retiró su bandera y sus tropas.
El mencionado Tratado de Utrecht puso fin a las hostilidades con el Reino Unido, y el reconocimiento del pretendiente Felipe V como rey de España por parte británica a cambio de la cesión de los territorios de Gibraltar y Menorca.
España hizo varios intentos para recuperar Gibraltar durante el siglo XVIII: el primero, ya nombrado unos meses después de la toma de la ciudad y un segundo asedio unos años después del Tratado de Utrecht, en 1727. El más duradero y persistente tuvo lugar entre 1779 y 1783, conocido como El Gran Asedio, pero fue igualmente infructuoso. Al margen de la guarnición británica, en el territorio se fue estableciendo población de origen diverso (fundamentalmente genovesa, pero también maltesa, portuguesa, judía y norteafricana) y finalmente recibió en 1830 el estatus de colonia británica. Durante el siglo XVIII, tras una terrible epidemia, la Corona Española acordó la cesión de una zona humanitaria en el istmo entre el peñón y las fortificaciones españolas, cuya mitad más próxima a Gibraltar fue posteriormente ocupada ilegalmente por los británicos. La apertura del canal de Suez (1869) subrayó la importancia estratégica de Gibraltar.

### SigloXX

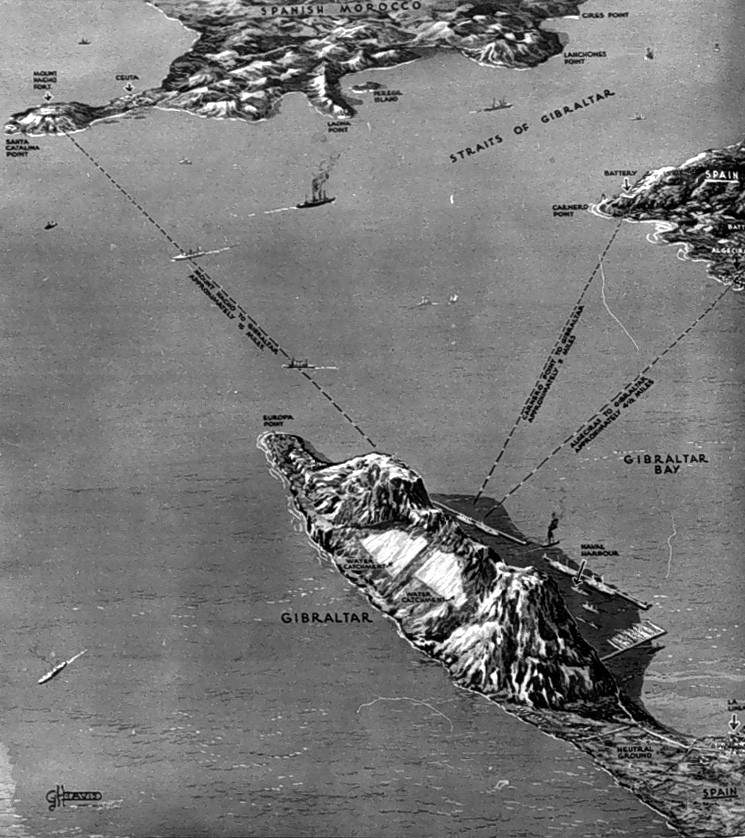
Representación de Gibraltar y sus puntos más cercanos en la Segunda Guerra Mundial.

A principios del siglo XX, las autoridades británicas levantaron la barrera fronteriza (1909), luego popularizada en España como «la verja», en el terreno del istmo.
En la Primera Guerra Mundial, hubo especulaciones sobre una posible entrada de España en la guerra del bando de los aliados. Entre otras condiciones para entrar en la guerra, como la de obtener la soberanía sobre Tánger o el control de Portugal, España pidió la devolución de Gibraltar a cambio de un territorio en el norte de África que devendría de soberanía británica. No obstante, los británicos no lo consideraron necesario dado que supuestamente ya tenían todo lo que deseaban de España, y no se fiaban de la movilización del ejército español.
Durante la Segunda Guerra Mundial también se construyó un aeropuerto en dicho terreno, que España no reconoce como británico. La llegada de la guerra mundial significó un aumento aún mayor de la importancia estratégica de Gibraltar como escala y punto de aprovisionamiento, mientras que la totalidad de la población civil era evacuada hacia Londres, Irlanda del Norte, Casablanca, Madeira y Jamaica. Además, fue base de los vuelos para cartografiar España durante la guerra, claves para la Operación Torch y Operación Backbone.
Tras el fin de la guerra, la actitud de las autoridades franquistas se fue endureciendo. A principios de la década de 1960, el gobierno español planteó la situación de Gibraltar ante el comité de descolonización de las Naciones Unidas y la Asamblea General adoptó las resoluciones 2231, de 1966, y 2353, de 1967, por las que se instaba al inicio de conversaciones entre España y el Reino Unido para poner fin a la situación «colonial» de Gibraltar, salvaguardando los intereses del pueblo gibraltareño. En respuesta a estas resoluciones, las autoridades de Gibraltar apelaron al derecho a la autodeterminación y el Reino Unido organizó un referéndum en 1967 para los gibraltareños, en el que el 99,64 % de los votantes expresó su voluntad de permanecer bajo soberanía británica. En 1969, la constitución otorgada por el gobierno británico estableció el cambio en el estatus de la colonia, transformada en un territorio británico de ultramar (British Overseas Territory). El nuevo marco estableció también la transferencia de los asuntos internos al ejecutivo local, elegido por los propios gibraltareños, mientras que se reservaban exclusivamente al representante del gobierno de la Corona los asuntos exteriores y de defensa.

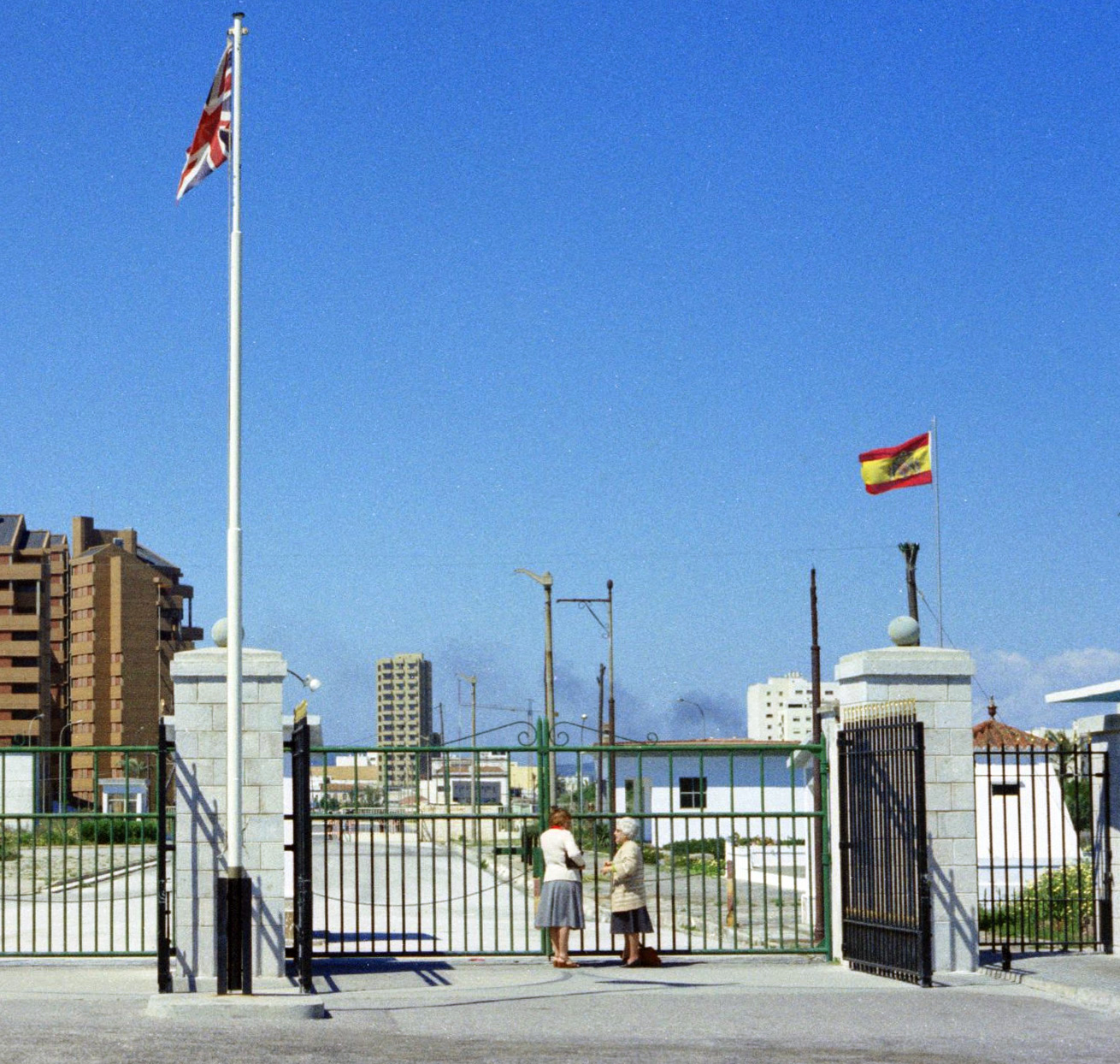
La verja entre España y Gibraltar cerrada (1977).

La concesión de mayor autogobierno fue interpretada por las autoridades españolas como una contravención del Tratado de Utrecht y una maniobra en la dirección equivocada.[cita requerida] En 1969 el gobierno español suprimió las comunicaciones terrestres entre España y Gibraltar. Los accesos permanecieron cerrados hasta siete años después de la muerte de Franco, en 1982, tras la llegada al poder del socialista Felipe González, cuando solo se abrieron al tráfico peatonal. El cierre fue traumático tanto para la economía del Campo de Gibraltar (ya que varios miles de españoles trabajaban en la colonia) como para la de Gibraltar en sí, que sufrió una crisis económica, que hubo de ser contrarrestada mediante la inyección económica de más fondos por parte del Reino Unido.
En el marco de las negociaciones de adhesión a la Comunidad Económica Europea, España y el Reino Unido establecieron el inicio del proceso de Bruselas (1985), por el que esta se comprometía a comenzar un diálogo con España acerca de Gibraltar, que incluía asimismo el asunto de su soberanía. También se normalizaron completamente las comunicaciones terrestres. Desde entonces, España, con mayor o menor intensidad, ha seguido reclamando la retrocesión de Gibraltar.

### SigloXXI

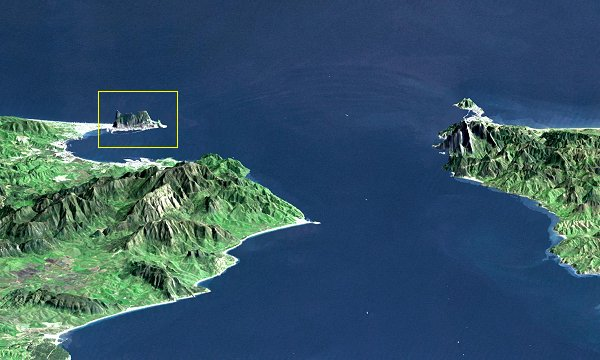
Imagen digital de la NASA donde puede apreciarse Gibraltar (en el cuadro) frente a Ceuta.

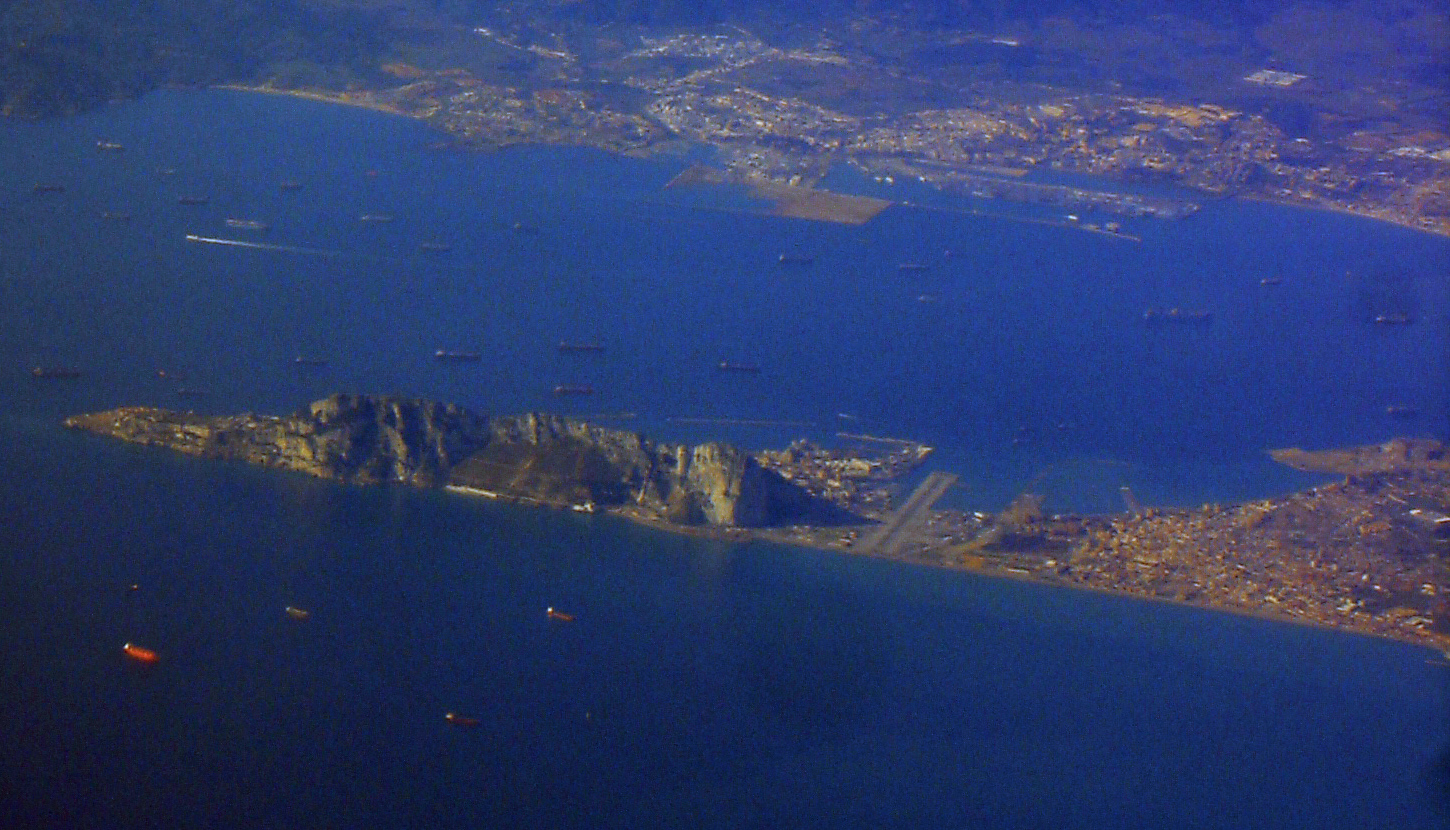
Vista aérea del tómbolo de Gibraltar.

En 2001 España y el Reino Unido anunciaron un acuerdo preliminar que incluía una propuesta de cosoberanía. Sin embargo, este acuerdo no llegó a ser firmado, especialmente al ser ampliamente rechazado por los gibraltareños en un nuevo referéndum convocado por las autoridades gibraltareñas en 2002.
A pesar de ello, más tarde quedó constituido el Foro Tripartito de Diálogo sobre Gibraltar, formado por los gobiernos de España, Reino Unido y el de Gibraltar, de cuyos trabajos resultó el anuncio el 25 de julio de 2006 de un acuerdo sobre el uso conjunto del aeropuerto, pensiones, telecomunicaciones y tránsito del puesto fronterizo.
En el marco del desarrollo de esta vía de diálogo, el 21 de julio de 2009 se produjo la primera visita oficial a Gibraltar de un miembro del Gobierno español, la del ministro de Asuntos Exteriores Miguel Ángel Moratinos, hecho destacado como histórico por la prensa británica y española. La declaración conjunta del Foro señalaba la creación de «una atmósfera constructiva de confianza mutua y cooperación para el beneficio y prosperidad de Gibraltar y de toda la región», características que «deberían convertirse en la norma».
Sin embargo, esta mejora de relaciones no se ha traducido en ausencia de incidentes. En 2009, 2010, 2011 y 2012 se produjeron encontronazos entre buques de la Marina Real Británica y patrulleras de la Guardia Civil en la zona marítima disputada (las aguas situadas a menos de tres millas de la costa gibraltareña, sobre las cuales España y el Tratado de Utrecht no reconocen en ningún sentido la soberanía británica).
En agosto de 2013, durante el conflicto diplomático entre España y Reino Unido por Gibraltar de ese año, en una entrevista concedida al diario español ABC, el ministro de Asuntos Exteriores de España, José Manuel García-Margallo, aseguró que «con Gibraltar se ha acabado el recreo», en referencia a Miguel Ángel Moratinos, promotor del Foro Tripartito de Diálogo en el año 2004. Concretamente Margallo anunció que el gobierno español estaba estudiando medidas como la implantación de una tasa de congestión por entrar y salir a la ciudad de Gibraltar, restricciones en el espacio aéreo y una exhaustiva inspección fiscal de aquellos habitantes gibraltareños con propiedades en España y residencia fiscal en el Peñón. Estas declaraciones se hicieron al mismo tiempo que España denunciaba haberse arrojado 70 bloques de hormigón para formar un arrecife artificial, según el gobierno gibraltareño impidiendo la pesca, en aguas en disputa en caladeros españoles por parte de Gibraltar y de, por otra parte, las quejas del gobierno gibraltareño ante las colas de horas de duración que provocan los controles fronterizos en «la verja».

#### Estatus de Gibraltar en la Unión Europea

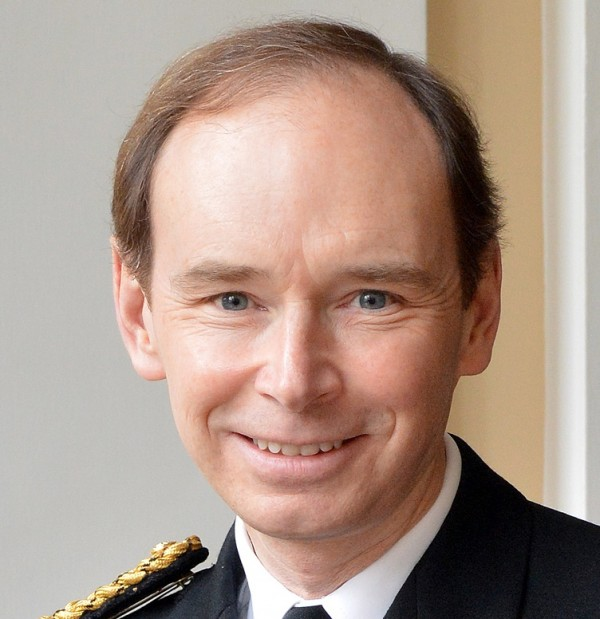
Sir David Steel, gobernador de Gibraltar y representante de la Corona británica en el territorio.

Gibraltar formó parte de la Unión Europea (UE) con un estatus especial. Al ser un territorio británico de ultramar, el Reino Unido se encargó de las relaciones exteriores y de los asuntos de negocios. Según el tratado de adhesión del Reino Unido a la Comunidad Económica Europea (CEE) en 1973, Gibraltar entraba en la CEE como un «territorio europeo de cuyas relaciones exteriores el gobierno del Reino Unido es responsable». Gibraltar era el único territorio europeo que gozó de este estatus en la Unión Europea. En el referéndum del Brexit su población votó mayoritariamente a favor de mantenerse en la Unión Europea.
Según lo negociado por el Reino Unido a petición del gobierno de Gibraltar, algunas leyes de la UE no se extendieron a Gibraltar. Según varias disposiciones del tratado de adhesión del Reino Unido a las comunidades europeas, Gibraltar:
- Está fuera de la unión aduanera de la UE.
- Está excluido de la Política Agraria Común (PAC).
- Está excluido de la armonización del IVA.
- No destina ninguna parte de los ingresos de aduanas a la UE.

Una declaración común realizada por España y el Reino Unido se anexó a la Constitución Europea (Tratado por el que se establece una Constitución para Europa, cuya ratificación no llegó a completarse). La declaración se mantuvo en el Tratado de Lisboa de 2007. Dice lo siguiente:

El tratado que establece la constitución se aplica a Gibraltar como territorio europeo cuyas relaciones exteriores son responsabilidad de un Estado miembro. Esto no implicará cambios en las posiciones respectivas de los Estados miembros referidos.

Gibraltar, al igual que el Reino Unido, no forma parte del espacio de Schengen, por lo que los controles entre Gibraltar y España no han sido eliminados y cualquier persona que quiera entrar o salir en Gibraltar debe pasar los correspondientes controles fronterizos.

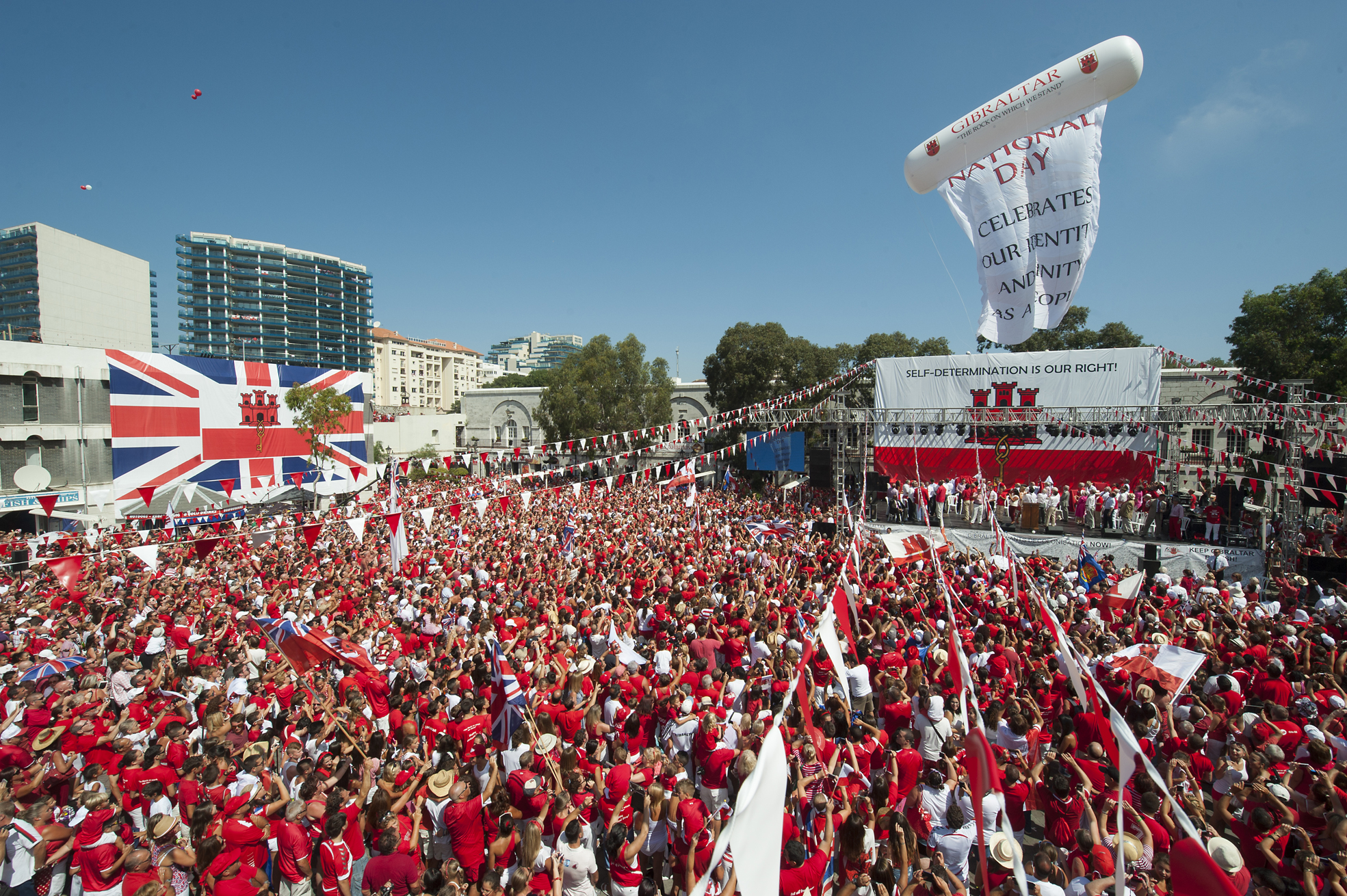
Día nacional de Gibraltar.

En relación con el comercio de bienes, Gibraltar es considerada, de hecho, como país externo por la UE. El euro no es moneda de curso legal, pero se acepta informalmente en la mayoría de los comercios. Los nacionales británicos asentados allí fueron clasificados como ciudadanos de los territorios británicos de ultramar relacionados con Gibraltar. Como tal, fueron ciudadanos plenos de la UE, según una declaración del Reino Unido en 1982. A los ciudadanos de los territorios británicos de ultramar relacionados con Gibraltar se les permitió, a partir de 1983, registrarse como ciudadanos británicos de acuerdo con la sección 5 de la British Nationality Act (Ley de Nacionalidad Británica) de 1981. El 21 de mayo de 2002, la ciudadanía británica les fue concedida a todos los gibraltareños que ya la poseían.
El censo electoral compilado para las elecciones europeas de 2004 mostró que, salvo unos pocos, la mayoría de los gibraltareños había ejercitado su derecho a la ciudadanía británica.
Gibraltar fue excluido de las elecciones al Parlamento Europeo por una disposición especial del Tratado que organizaba estas elecciones por sufragio directo, pero esta disposición fue recurrida con éxito ante el Tribunal Europeo de Derechos Humanos. Como consecuencia de esta decisión, los gibraltareños votaron por primera vez en las elecciones al Parlamento Europeo de 2004, formando parte de la región suroeste de Inglaterra. Participó el 58 % del electorado de Gibraltar, comparado con el 31 % de la región en su totalidad, con el Partido Conservador asegurándose un triunfo arrollador.
El 31 de enero de 2020 el Reino Unido se retiró oficialmente de la Unión Europea, terminando así con el estatus especial de Gibraltar.

## Gobierno y política

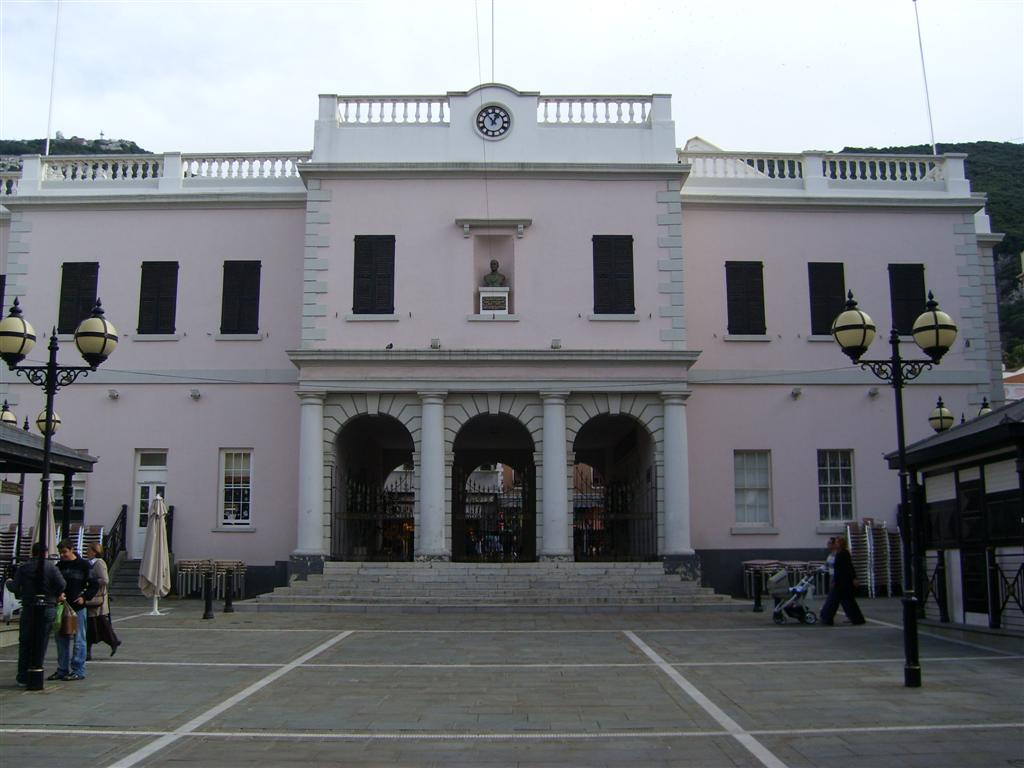
Parlamento de Gibraltar.

Desde la adopción de las denominadas «cartas constitucionales» de 1969 y 2006, el territorio de Gibraltar ha desarrollado cierto nivel de autogobierno. Como territorio británico de ultramar, Gibraltar tiene un gobernador, designado por el monarca del Reino Unido, que trabaja como representante del Gobierno de Su Majestad. El gobernador es responsable de la seguridad en el territorio y de la representación entre el territorio y el Gobierno Británico; también disuelve la legislatura y actúa para hacer cumplir las leyes.
El Gobierno de Gibraltar es elegido para un mandato de cuatro años. El Parlamento de Gibraltar unicameral actualmente se compone de diecisiete miembros elegidos. El jefe de la cámara es nombrado por una resolución del Parlamento. El jefe de Gobierno es el ministro principal, actualmente Fabian Picardo. Hay actualmente cuatro partidos políticos representados en el Parlamento: el Partido Socialista Laborista de Gibraltar y su socio minoritario el Partido Liberal de Gibraltar, los Socialdemócratas de Gibraltar y Juntos Gibraltar.
Todos los partidos locales se oponen a la transferencia de la soberanía a España, cuyos gobiernos han reivindicado tradicionalmente la devolución del territorio. Por su parte, la posición mantenida por el gobierno británico, de no optar por ningún cambio sin el consentimiento del pueblo de Gibraltar, fue flexibilizada tras las negociaciones de 2002, al aceptar el principio de soberanía conjunta con España. Sin embargo, los partidos políticos locales, con el apoyo de la oposición británica, se opusieron a este acuerdo, reclamando en su lugar la autodeterminación del peñón e instando al Gobierno a realizar una consulta similar a la formulada en 1967. se convocó por ello un referéndum en 2002, formulado mediante la pregunta ¿Aprueba el principio de que el Reino Unido y España compartan la soberanía de Gibraltar?, a la cual solo se podía responder afirmativa o negativamente. Votó cerca del 88 % del censo y ganó el no por un 99 %.

### Defensa
El peñón es un puesto de escucha de las telecomunicaciones entre Europa y el norte de África, y debido a su localización sigue siendo una base clave de la OTAN. Gibraltar es una de las subestaciones de la red Echelon que proporciona inteligencia de señales a los denominados "Cinco Ojos" (la alianza de Estados Unidos, Reino Unido, Canadá, Australia y Nueva Zelanda).
Naves británicas y estadounidenses visitan con frecuencia su puerto, lo que incluye también submarinos de propulsión nuclear.
La defensa militar del territorio gibraltareño es responsabilidad del Reino Unido. La guarnición la proporciona el Regimiento Real de Gibraltar (Royal Gibraltar Regiment), originalmente una fuerza de reservistas a tiempo parcial que pasó a ser parte del ejército británico en 1990. El regimiento incluye soldados a tiempo completo y parcial reclutados en Gibraltar, así como soldados profesionales británicos trasladados desde otros regimientos. En el mar la defensa y control de aguas corresponden al Gibraltar Squadron, integrado en la Royal Navy, mientras que la defensa aérea le corresponde a la estación de la RAF en Gibraltar, sin presencia permanente de aeronaves. El conjunto de estas fuerzas se conoce como British Forces Gibraltar (Fuerzas británicas de Gibraltar).

### Política Exterior

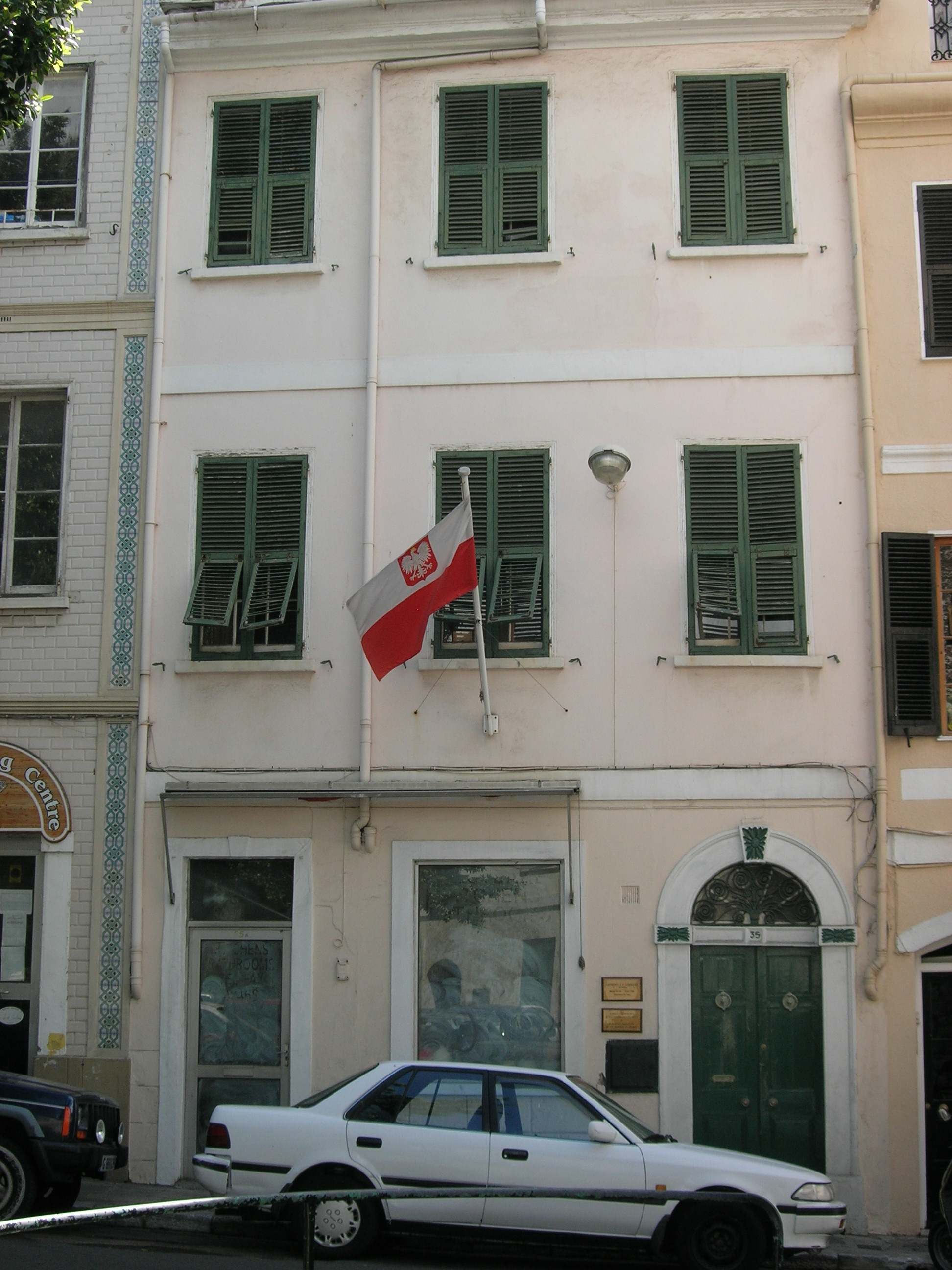
Consulado de Polonia en Gibraltar

La política exterior desempeña un papel crucial en la configuración de un territorio con la comunidad internacional. Para Gibraltar, territorio británico de ultramar situado en el extremo sur de la península ibérica, navegar por las complejidades de las relaciones exteriores es esencial debido a su posición geopolítica única. 
Uno de los principales retos de la política exterior de Gibraltar es su condición de territorio en disputa reclamado por España. La actual disputa de soberanía entre el Reino Unido y España tiene importantes implicaciones para las relaciones internacionales de Gibraltar. La insistencia tradicional de España en hacer valer su reclamación sobre Gibraltar crea tensiones diplomáticas y complica los esfuerzos de Gibraltar por afirmar su propia identidad e intereses en la escena mundial. Gestionar este delicado equilibrio entre afirmar su identidad británica y mantener el diálogo con España es un reto clave para la política exterior de Gibraltar.
A pesar de estos retos, Gibraltar ha dado pasos significativos en el desarrollo de sus relaciones internacionales más allá de los confines del contencioso entre el Reino Unido y España. El territorio ha buscado activamente establecerse como un actor clave en los asuntos regionales y globales, particularmente en áreas como las finanzas, el transporte marítimo y el turismo. Los esfuerzos de Gibraltar por diversificar su economía y atraer inversiones extranjeras han sido decisivos para mejorar su posición diplomática y fomentar los lazos con un amplio abanico de países de todo el mundo.
Uno de los pilares fundamentales de la política exterior de Gibraltar es su compromiso con la promoción de un orden internacional basado en normas. Como pequeño territorio con recursos limitados, Gibraltar reconoce la importancia del multilateralismo y la cooperación a la hora de abordar retos globales como el cambio climático, las amenazas a la seguridad y la inestabilidad económica. Mediante su participación activa en foros y organizaciones internacionales, Gibraltar pretende contribuir al desarrollo de políticas e iniciativas que defiendan los principios de la democracia, los derechos humanos y el desarrollo sostenible.

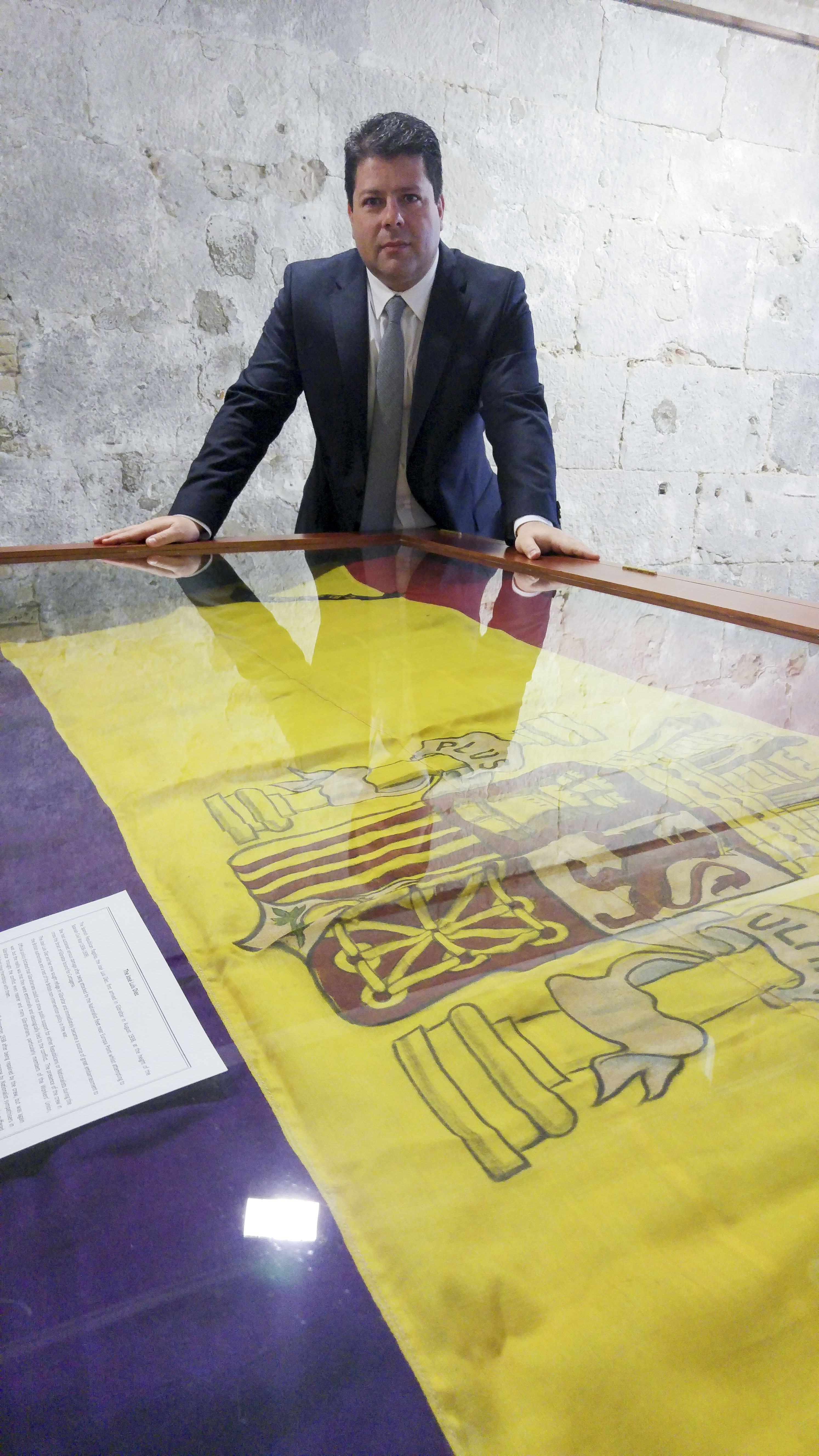
Fabian Picardo Ministro Principal de Gibraltar posando frente a un Bandera en la Exposición 'Gibraltar y la guerra civil española'

La política exterior de Gibraltar también hace hincapié en la importancia de mantener fuertes lazos con el Reino Unido y la Unión Europea. Como territorio británico de ultramar, Gibraltar se beneficia de su asociación con el Reino Unido en términos de garantías de seguridad, apoyo económico y representación diplomática. La estrecha relación entre Gibraltar y el Reino Unido es crucial para salvaguardar los intereses del territorio y garantizar que su voz se escuche en los procesos internacionales de toma de decisiones.
Además, Gibraltar ha forjado estrechos lazos con la Unión Europea, especialmente en el contexto del proceso del Brexit. La mayoría de los gibraltareños votó a favor de permanecer en la UE durante el referéndum de 2016, lo que pone de relieve el fuerte apego del territorio a la integración europea. A pesar de los retos que plantea el Brexit, Gibraltar se ha comprometido activamente con la UE para garantizar sus intereses y mantener el acceso al mercado único.
La relación entre España y Gibraltar es polifacética, profundamente arraigada en la historia e influida por la dinámica política contemporánea. Gibraltar, territorio británico de ultramar situado en el extremo sur de la península ibérica, ha sido durante siglos un punto de discordia entre España y el Reino Unido.
España sigue reivindicando Gibraltar, mientras que el Reino Unido sostiene que Gibraltar es territorio británico. El Brexit ha afectado significativamente a la relación entre España y Gibraltar. Las negociaciones se han centrado en los controles fronterizos, el comercio y la circulación de personas. Se alcanzó un acuerdo clave para eliminar la valla física de la frontera y reubicar los controles aduaneros en el aeropuerto y el puerto de Gibraltar.
La frontera entre España y Gibraltar es vital para la economía local, ya que muchos gibraltareños trabajan en España y viceversa. Garantizar una circulación transfronteriza fluida es crucial. A pesar de las diferencias políticas, existen fuertes vínculos culturales y sociales entre Gibraltar y España. Muchos gibraltareños tienen lazos familiares y comerciales al otro lado de la frontera.

## Geografía
Gibraltar es una estrecha península situada en la costa mediterránea meridional de la península ibérica, entre la bahía de Algeciras y el mar de Alborán, al noroeste del estrecho de Gibraltar. Tiene unos 6 km de largo y 1,2 km de ancho y está conectado a España mediante un istmo bajo y arenoso, de unos 2 km de longitud.

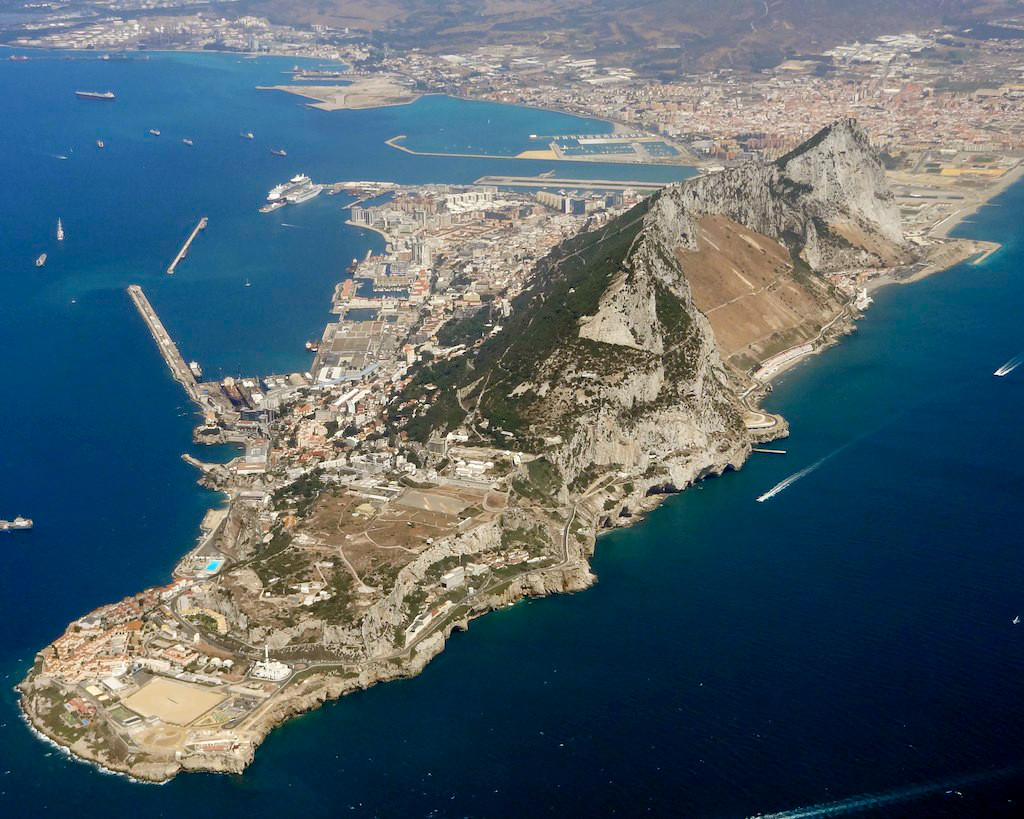
Vista aérea del peñón de Gibraltar.

La península consiste en un peñasco de piedra caliza y pizarra conocido como «el Peñón». Se levanta abruptamente desde el istmo hasta 411,5 m de altura en Rock Gun Battery, la cumbre más septentrional. Su mayor altura (426 m) se sitúa cerca de su extremo meridional. La pendiente del peñón desciende escalonadamente hasta el mar en Punta de Europa, el punto más meridional del territorio, situado enfrente de Ceuta, situada a 32 km al sur, al otro lado del estrecho. Desde el Mediterráneo, Gibraltar aparece como una serie de acantilados escarpados e inaccesibles. En el lado occidental, la pendiente es más gradual y se encuentra ocupada por viviendas situadas en diferentes alturas que se aprietan hasta 90 m por encima de los viejos muros de la fortaleza. Más arriba, los acantilados de piedra caliza casi aíslan la parte superior del peñón, cubierto por una maraña de árboles silvestres.
El peñón tiene un sistema de cavernas entre las cuales se destacan la Cueva de San Miguel y la de Gorham.
Gibraltar carece de manantiales o ríos, por lo que una zona de 14 ha de pendientes arenosas situada sobre La Caleta y Sandy Bay fue cubierta para captar agua de lluvia, conocida como Water Catchments. Actualmente, está en desuso y la zona ha sido restaurada a su estado natural. El agua se almacena en varios aljibes excavados en la roca del peñón. Esta agua se mezcla posteriormente con agua extraída de pozos situados en el istmo o desalada a partir de agua marina.

### Clima

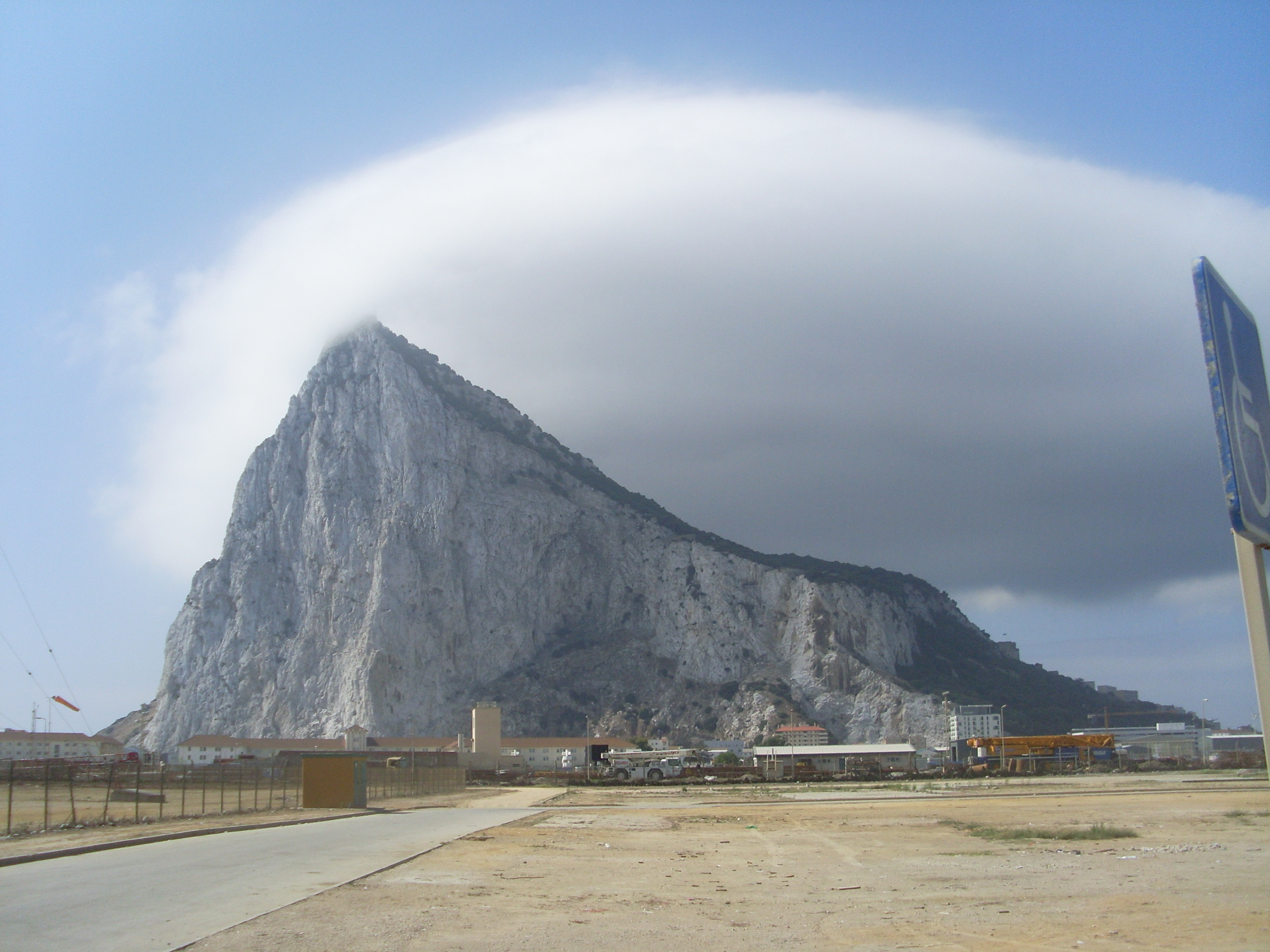
Efecto Foehn sobre Gibraltar.

El clima en Gibraltar es mediterráneo; la clasificación climática de Köppen lo clasifica como Csa. Los veranos en Gibraltar son calientes, húmedos y casi sin lluvias. Los inviernos son suaves y cuentan habitualmente con lluvias. Las estaciones de primavera y otoño suelen ser moderadamente lluviosas. Su temperatura media anual es de 21 °C durante el día y 15 °C durante la noche. El mes más frío es enero y el más caluroso es agosto. Existen dos vientos predominantes, el levante del Este, procedente del desierto del Sahara en África, que trae aires más húmedos y aguas más cálidas; y el poniente del Oeste, que trae aires frescos y aguas frías.
| Parámetros climáticos promedio de Gibraltar                        | Parámetros climáticos promedio de Gibraltar | Parámetros climáticos promedio de Gibraltar | Parámetros climáticos promedio de Gibraltar | Parámetros climáticos promedio de Gibraltar | Parámetros climáticos promedio de Gibraltar | Parámetros climáticos promedio de Gibraltar | Parámetros climáticos promedio de Gibraltar | Parámetros climáticos promedio de Gibraltar | Parámetros climáticos promedio de Gibraltar | Parámetros climáticos promedio de Gibraltar | Parámetros climáticos promedio de Gibraltar | Parámetros climáticos promedio de Gibraltar | Parámetros climáticos promedio de Gibraltar |
| Mes                                                                | Ene.                                        | Feb.                                        | Mar.                                        | Abr.                                        | May.                                        | Jun.                                        | Jul.                                        | Ago.                                        | Sep.                                        | Oct.                                        | Nov.                                        | Dic.                                        | Anual                                       |
| ------------------------------------------------------------------ | ------------------------------------------- | ------------------------------------------- | ------------------------------------------- | ------------------------------------------- | ------------------------------------------- | ------------------------------------------- | ------------------------------------------- | ------------------------------------------- | ------------------------------------------- | ------------------------------------------- | ------------------------------------------- | ------------------------------------------- | ------------------------------------------- |
| Temp. máx. abs. (°C)                                               | 25.7                                        | 26.7                                        | 28.5                                        | 30.6                                        | 33.1                                        | 35.5                                        | 33.1                                        | 32.5                                        | 31.5                                        | 30                                          | 28.6                                        | 24.4                                        | 35.5                                        |
| Temp. máx. media (°C)                                              | 16.3                                        | 16.8                                        | 18.5                                        | 20.0                                        | 22.4                                        | 25.6                                        | 28.2                                        | 28.4                                        | 26.1                                        | 22.6                                        | 19.2                                        | 17.0                                        | 22.6                                        |
| Temp. media (°C)                                                   | 13.5                                        | 14.1                                        | 15.6                                        | 16.7                                        | 19.0                                        | 21.9                                        | 24.2                                        | 24.6                                        | 22.9                                        | 19.8                                        | 16.6                                        | 14.6                                        | 16.6                                        |
| Temp. mín. media (°C)                                              | 10.8                                        | 11.4                                        | 12.6                                        | 13.4                                        | 15.6                                        | 18.2                                        | 20.2                                        | 20.8                                        | 19.6                                        | 17.0                                        | 14.0                                        | 12.1                                        | 14                                          |
| Temp. mín. abs. (°C)                                               | 6                                           | 6                                           | 8                                           | 10                                          | 13                                          | 14                                          | 13                                          | 10                                          | 8                                           | 6                                           | 5                                           | 4                                           | 4                                           |
| Precipitación total (mm)                                           | 106.6                                       | 99.0                                        | 74.3                                        | 65.9                                        | 33.1                                        | 8.6                                         | 1.0                                         | 8.8                                         | 20.0                                        | 80.7                                        | 121.6                                       | 173.8                                       | 793                                         |
| Días de precipitaciones (≥ 1.0 mm)                                 | 7                                           | 7                                           | 6                                           | 7                                           | 4                                           | 1                                           | 0                                           | 0                                           | 2                                           | 6                                           | 8                                           | 9                                           | 58                                          |
| Horas de sol                                                       | 147                                         | 143                                         | 204                                         | 233                                         | 289                                         | 319                                         | 326                                         | 309                                         | 240                                         | 197                                         | 135                                         | 134                                         | 2676                                        |
| Fuente: Metéo Climat 1981-2010 (Deutscher Wetterdienst, 1961–1990) |                                             |                                             |                                             |                                             |                                             |                                             |                                             |                                             |                                             |                                             |                                             |                                             |                                             |

### Flora y fauna

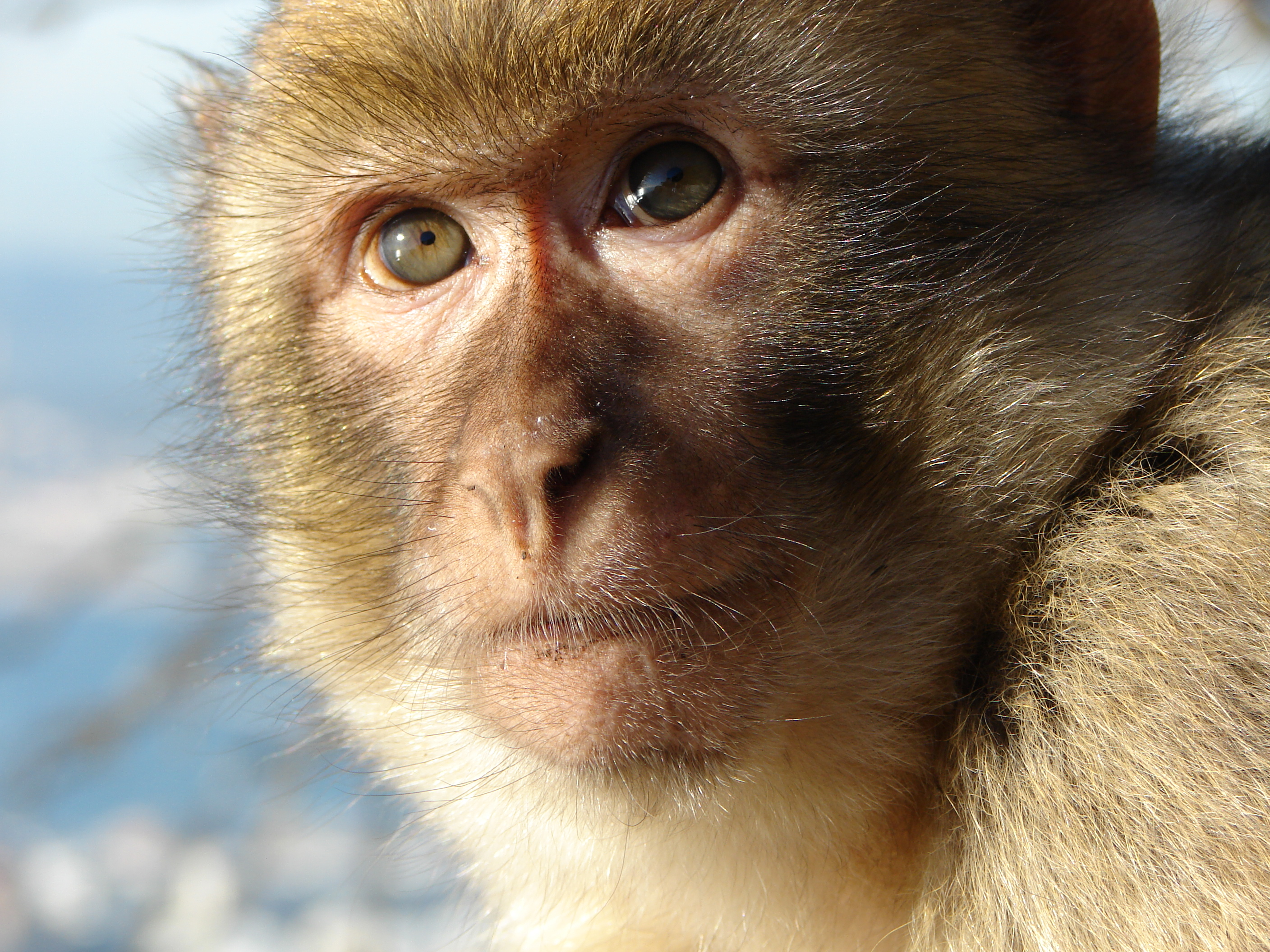
Un macaco de Gibraltar (Macaca sylvanus) en Gibraltar. Es el único primate (además del ser humano) que puede encontrarse actualmente en libertad dentro de Europa. También es el único miembro del género Macaca que vive fuera de Asia.

Existen más de 500 especies de plantas con flor en Gibraltar. Una de ellas, conocida como Gibraltar candytuft (Iberis gibraltarica) es endémica del Peñón. Entre los árboles silvestres que crecen en toda la zona del área natural protegida del peñón se encuentran el olivo y el pino.
Con respecto a la fauna, los mamíferos incluyen el conejo, el zorro, el delfín y el macaco de Gibraltar (también conocido como «mono de Berbería»), posiblemente introducido por los árabes desde el norte de África. Se trata del único primate salvaje que existe en Europa. Aunque son libres para desplazarse por todo el territorio, se suelen aglomerar en la zona del área natural protegida del Peñón. Una superstición sostiene que si los monos abandonan el Peñón, lo mismo harán los británicos, así que son cuidados por el gobierno local (una situación algo análoga a la de los cuervos de la Torre de Londres). También son comunes las aves migratorias. Además, en Gibraltar viven los únicos ejemplares de perdices de Berbería (Alectoris barbara) de Europa.

## Economía

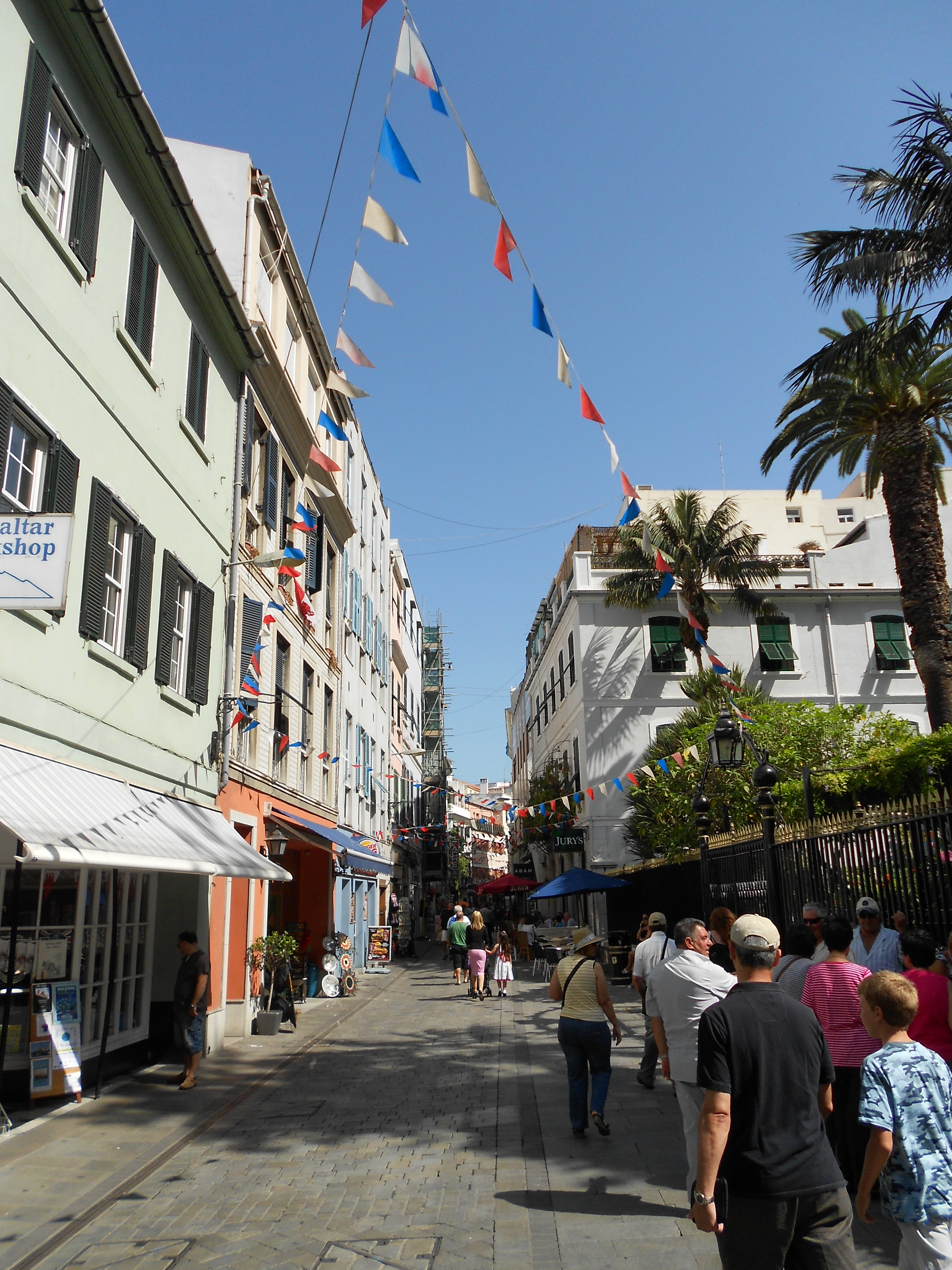
Calle Real, principal calle comercial de Gibraltar.

La actividad económica de Gibraltar está condicionada por sus limitaciones físicas y la carencia de terreno abierto en la península, que hacen inexistente el sector primario de la agricultura. En el sector secundario, mantiene una pequeña cantidad de industria ligera para consumo interno como el de bebidas. Las fuentes de ingresos principales son por tanto en el sector terciario y de servicios: el transporte marítimo, el turismo (más de siete millones de turistas visitan Gibraltar cada año), las actividades financieras y las relacionadas con los servicios de la administración.
En los últimos años se ha producido una expansión significativa de las instalaciones hoteleras y de las instalaciones de baño para estimular el turismo. Las instalaciones portuarias ocupan la mayor parte de la orilla occidental del territorio, así como una porción de tierra ganada al mar en la bahía de Algeciras.
La economía gibraltareña estuvo sustentada tradicionalmente en la provisión de servicios al Ministerio de Defensa del Reino Unido. En 1984, tales actividades constituían el 60 % de la economía gibraltareña. Sin embargo, desde entonces la presencia militar británica se redujo abruptamente (en 1983, se cerraron los astilleros de la Marina Real Británica), con lo que la economía gibraltareña se vio forzada a diversificarse (en 2002, la contribución del Ministerio de Defensa británico al PIB gibraltareño era apenas un 7 %).
Las emisiones de dióxido de carbono de Gibraltar fueron de 4,5 millones de toneladas en 2007 (puesto 128.º del mundo), de acuerdo con las estadísticas de Administración de Información sobre Energía de Estados Unidos. Debido a su relativamente escasa población, Gibraltar tuvo en 2007 la tasa de emisiones per cápita más alta del mundo (159 toneladas por persona). Sin embargo, la organización ecologista gibraltareña Environment Safety Group criticó el informe estadounidense porque podría sugerir que Gibraltar era el «líder mundial en emisiones de dióxido de carbono» y atribuyó las cifras a la escasa población del territorio y a la gran cantidad de carburantes vendidos localmente, pero consumidos fuera del territorio (como el vendido para automóviles españoles o el relacionado con el servicio de aprovisionamiento de combustible o bunkering).
Además, la exención de impuestos con la que cuenta Gibraltar ha provocado que multitud de empresas de juego virtual establezcan sus sedes fiscales en este territorio, convirtiéndolo en uno de los lugares con mayor número de este tipo de compañías del mundo. Hasta 15 casinos virtuales operaban desde Gibraltar a principios de 2006. Se trata de empresas con ingresos multimillonarios de éxito mundial, como las filiales de Betandwin.com, que también poseen su sede aquí.

### Moneda
La moneda oficial de Gibraltar es la libra gibraltareña, aunque se puede utilizar el euro, e incluso en algunos sitios, el dólar estadounidense.[cita requerida]

### Centro financiero

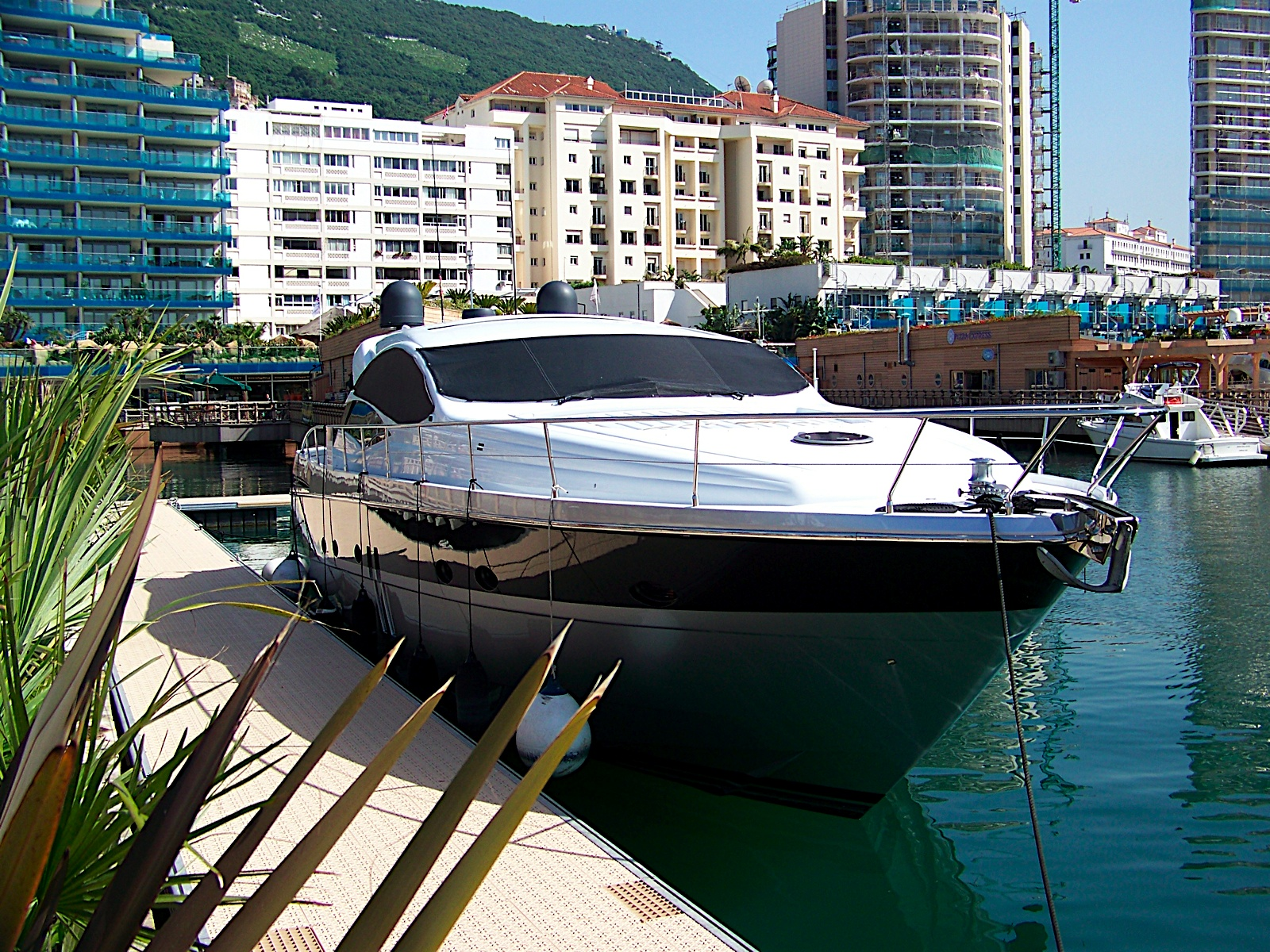
Ocean Village Marina, un exclusivo distrito residencial.

Fue sobre todo tras la elección de Joe Bossano en 1988, cuando Gibraltar, amparada en su condición de territorio de la Comunidad Europea, al tanto que exenta del IVA y al margen de la unión aduanera, desarrolló una legislación fiscal que la convirtió en un activo centro financiero off-shore, considerado un paraíso fiscal debido a sus ventajosas condiciones fiscales. Se definieron así dos tipos de compañías: las exentas (exempt companies) y las cualificadas (qualifying companies), que, residentes en Gibraltar, no tienen actividad económica ni comercial en el territorio. Estas compañías pagan un impuesto anual no superior a 300 libras esterlinas y pagan un impuesto sobre beneficios testimonial (2 % en el caso de las compañías cualificadas; nada si se trata de exentas). Adicionalmente, no existe ningún tipo de control de cambios para las personas físicas o jurídicas residentes en Gibraltar. En septiembre de 2004, Gibraltar tenía 28 000 compañías en su registro (prácticamente una sociedad registrada por habitante), de las que 8500 eran impositivamente libres. Gibraltar ha desarrollado unos estrictos códigos bancarios y financieros.
El régimen fiscal gibraltareño llevó a que la OCDE incluyera al territorio en la lista de paraísos fiscales en junio de 2000. El gobierno gibraltareño se comprometió en 2002 a mejorar la transparencia de sus sistemas regulatorio y fiscal y establecer un intercambio efectivo de información en materia fiscal con otros miembros de la OCDE, de forma que no fue incluida en la lista de paraísos fiscales no cooperadores. Las autoridades gibraltareñas sostienen que, a pesar del ventajoso régimen fiscal del que disfrutan las sociedades exentas, el rigor de los controles aplicados impide la utilización de la plaza como centro de blanqueo de dinero, lo cual ha sido respaldado por informes de organismos como el FMI.
El 18 de febrero de 2005, el gobierno británico aceptó la recomendación de la Comisaría de la Competencia de abolir para finales de 2010 el régimen fiscal exento gibraltareño.
En diciembre de 2008, el Tribunal de Primera Instancia de la Unión Europea anuló la decisión de la Comisión Europea de considerar el impuesto de sociedades de Gibraltar, reformado en 2002 e inferior al del Reino Unido, como ayuda de Estado o competencia desleal, y reconoció el derecho de Gibraltar a tener un régimen fiscal propio.

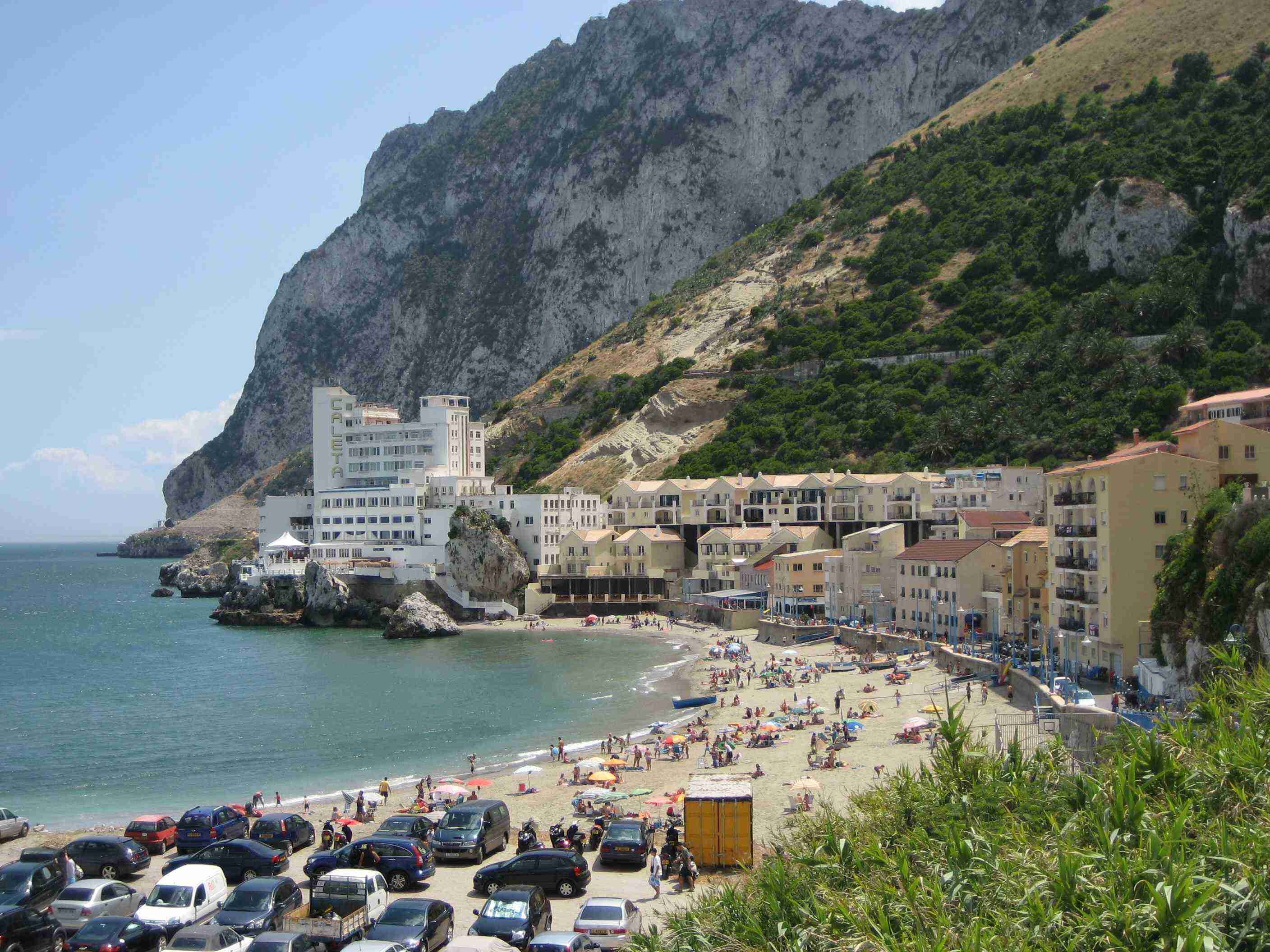
Playa en Catalan Bay, Gibraltar

### Turismo
El turismo en Gibraltar constituye uno de los pilares económicos más importantes del Territorio Británico de Ultramar, junto con los servicios financieros y el transporte marítimo. Los principales atractivos de Gibraltar son el Peñón de Gibraltar y su población residente de macacos de Berbería (o "monos"), el patrimonio militar del territorio, las compras libres de impuestos, los casinos y los puertos deportivos. Aunque la población de Gibraltar es de solo unas 30 000 personas, el territorio registró casi 12 millones de visitas en 2011, lo que le confiere uno de los mayores ratios de turistas por residente del mundo.
El Gobierno de Gibraltar ha tratado de desarrollar el sector turístico para sustituir la antigua dependencia de Gibraltar del ejército británico, su principal sostén económico hasta que los recortes en el presupuesto del Ministerio de Defensa del Reino Unido provocaron la reducción gradual de la presencia militar después de la década de 1980. Los puertos deportivos de Gibraltar —uno de los cuales fue el primero en construirse en la región— han hecho de Gibraltar un importante centro de transporte marítimo durante más de 50 años. El boom turístico comenzó a mediados de los 80, pero se estancó a finales de la década antes de volver a impulsarse a mediados de los 90 gracias a un programa de inversiones y marketing del Gobierno. La construcción de la nueva Terminal de Cruceros de Gibraltar, una nueva terminal aeroportuaria, la peatonalización de calles clave, la reurbanización de edificios históricos en el centro de la ciudad y la mejora de atracciones turísticas en otros puntos de la península han contribuido a aumentar considerablemente el número de turistas desde principios del siglo XXI.

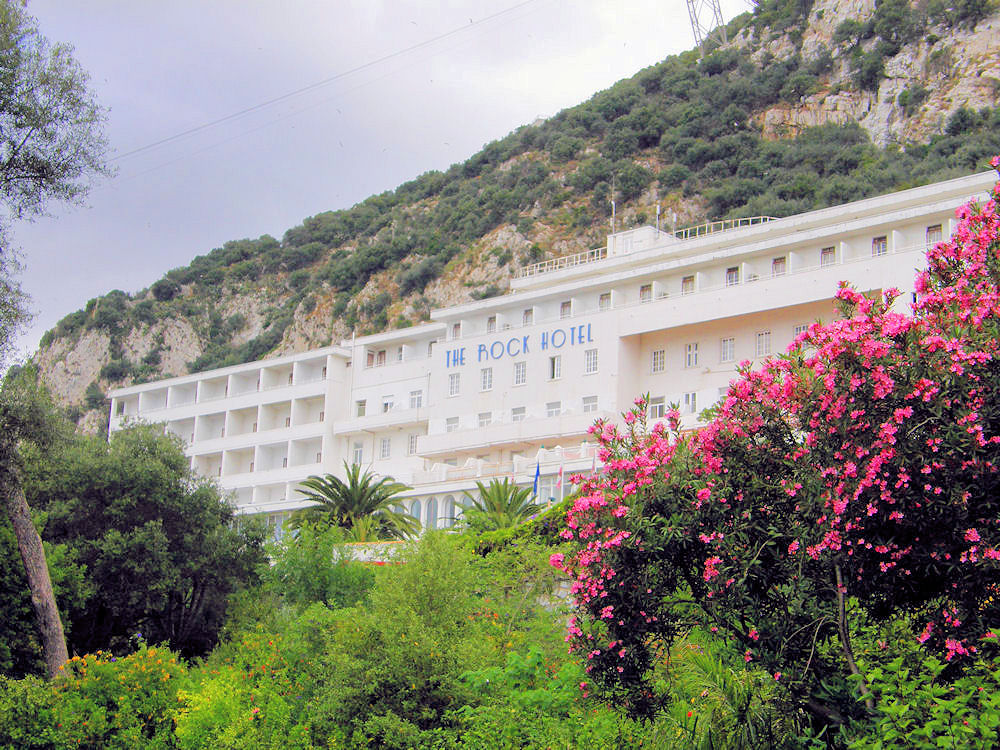
El Hotel The Rock, junto al Jardín Botánico de Gibraltar

Durante gran parte de su historia como territorio británico, la economía de Gibraltar dependió de su doble condición de base militar británica y centro comercial a la entrada del Mediterráneo. El turismo cobró importancia entre las dos guerras mundiales y se expandió considerablemente tras la II Guerra Mundial debido a la apertura del primer puerto deportivo de Gibraltar, construido en 1961, ya que fue el primero de la región y empezó a atraer a un número creciente de yates y cruceros.
En 1969, la decisión del Gobierno español de cerrar totalmente la frontera entre Gibraltar y España como consecuencia de la disputa política sobre el estatuto de Gibraltar devastó el sector turístico gibraltareño. El número de visitantes se desplomó durante la década siguiente. La frontera no se reabrió (y sólo parcialmente) hasta 1982 y, finalmente, se reabrió por completo el 5 de febrero de 1985. La reapertura de la frontera provocó una avalancha de visitantes: 45 000 personas entraron en Gibraltar la primera semana y más de 10 000 al día durante la Semana Santa de 1985. En sólo seis meses, un millón de personas habían visitado Gibraltar, cifra que aumentó a dos millones a finales de año. El tráfico aéreo se duplicó cuando los operadores turísticos empezaron a ofrecer paquetes que combinaban Gibraltar con la Costa del Sol. En 1986, cinco millones de visitantes al año —60 000 semanales— llegaban a Gibraltar. El aeropuerto retomó su función anterior al cierre de la frontera de servir de puerta de entrada a la Costa del Sol; 90 000 visitantes llegaban anualmente en avión, de los cuales 22 000 se dirigían a los complejos turísticos de la Costa del Sol.

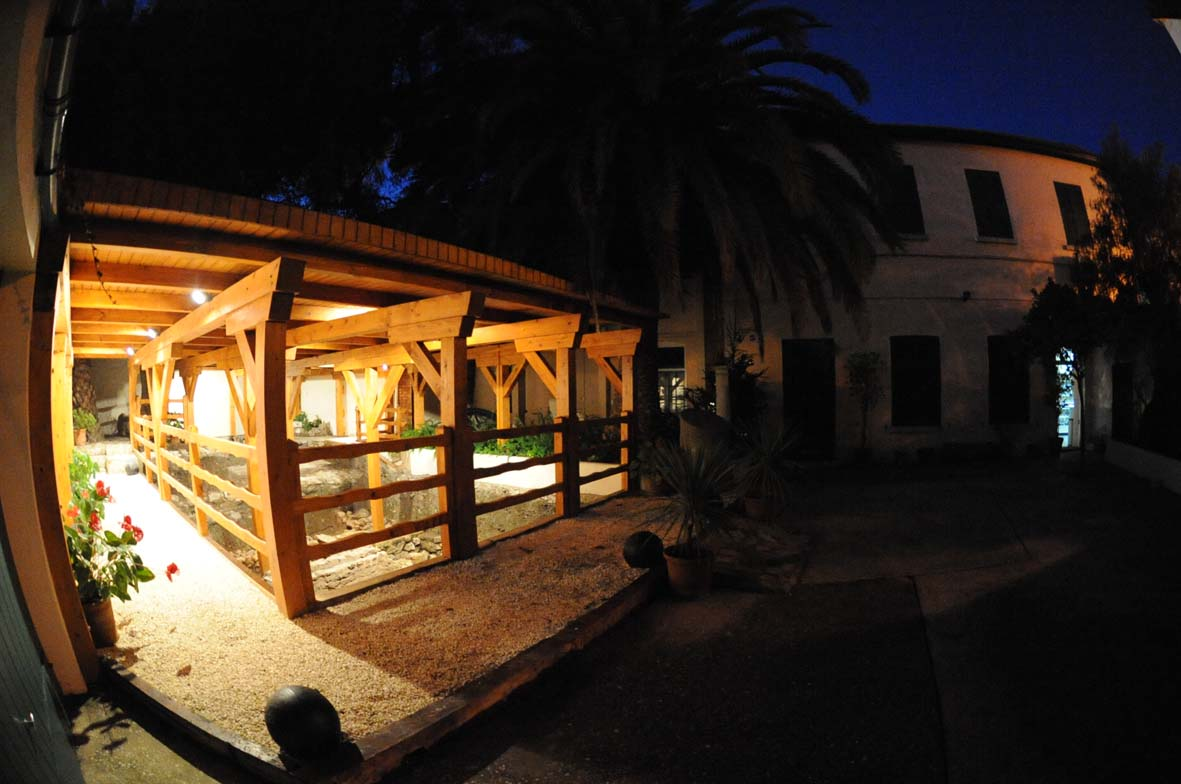
Excavación arqueológica en el Museo de Gibraltar

Para hacer sitio a la avalancha de coches de los visitantes en las abarrotadas carreteras de Gibraltar, se recogieron 1000 vehículos viejos y se arrojaron al mar desde los acantilados de Europa Point, en el extremo sur del territorio. A pesar de esta drástica medida, las plazas de aparcamiento escaseaban, ya que más de 1000 vehículos al día entraban en Gibraltar tras la reapertura de la frontera. El territorio disfrutó de un auge del comercio, el alojamiento y la restauración, aunque a costa de problemas crónicos de tráfico y amenazas para el medio ambiente, sobre todo alteraciones en las poblaciones de macacos y aves. El número de macacos creció muy rápidamente como consecuencia de la alimentación (ilegal) por parte de los turistas, lo que también provocó un aumento del comportamiento agresivo, ya que los monos llegaron a asociar a los humanos con la comida. Los problemas culminaron en 2008, cuando el Gobierno de Gibraltar ordenó el sacrificio de un grupo de monos sin escrúpulos que entraba en las habitaciones de los hoteles y rebuscaba en los contenedores de la zona de Catalan Bay. Investigadores y defensores de los derechos de los animales protestaron contra el sacrificio, pero el Gobierno lo justificó alegando que los monos excesivamente agresivos asustarían a los turistas y perjudicarían a la economía.

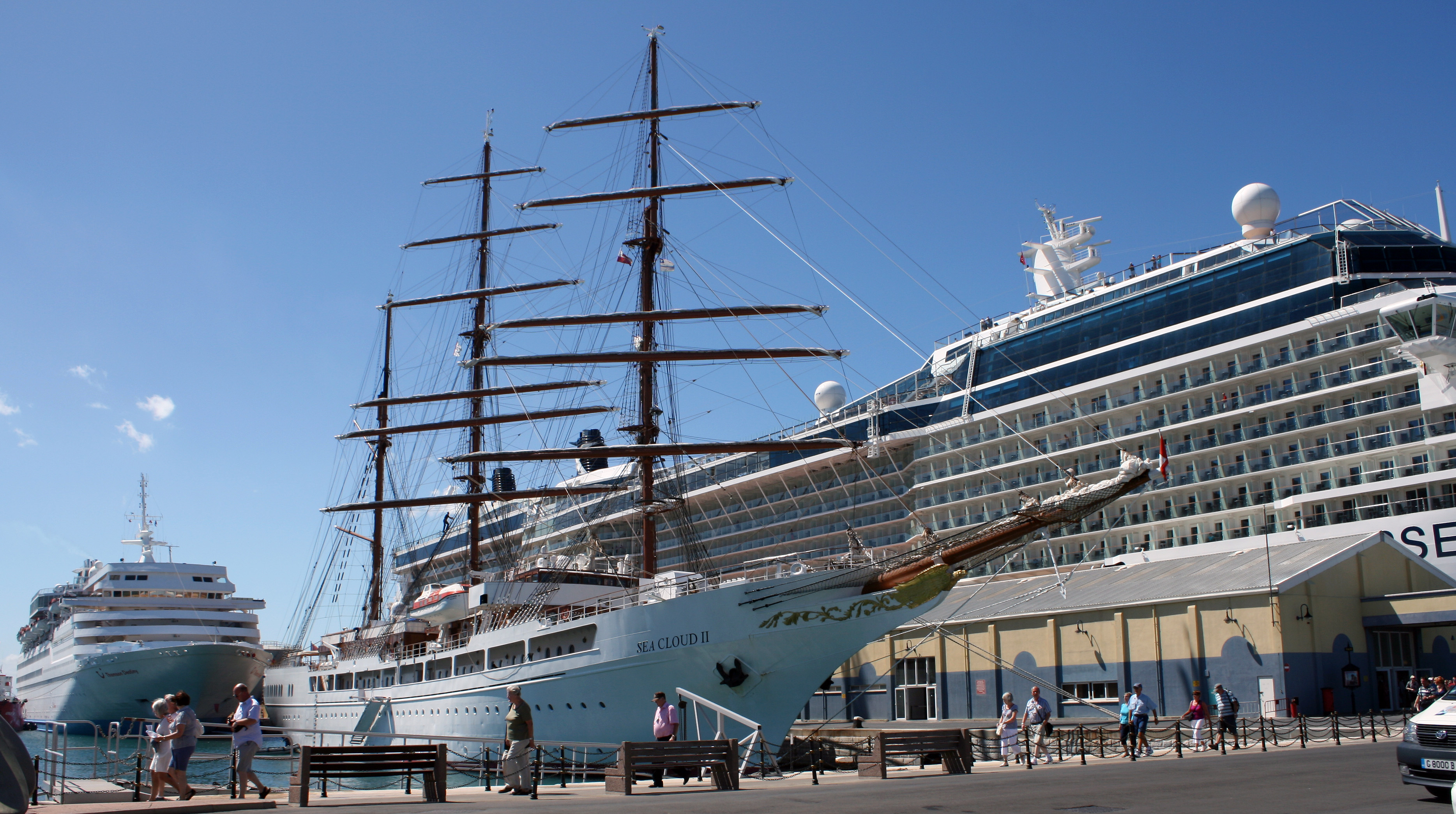
Terminal de Cruceros de Gibraltar

La disminución de la presencia militar británica en Gibraltar en las décadas de 1980 y 1990 obligó al Gobierno del territorio a llevar a cabo un importante cambio en su orientación económica, con un mayor énfasis en el fomento del turismo y el establecimiento de la autosuficiencia. Para entonces, sin embargo, el crecimiento turístico se había estancado, con una ocupación de camas de hotel en el territorio por debajo del 30 % en 1993. El turismo se convirtió en un tema importante en las elecciones del 16 de mayo de 1996. El recién elegido ministro principal, Peter Caruana, se comprometió a reactivar la vacilante economía de Gibraltar mediante la expansión del comercio turístico. El nuevo Gobierno llevó a cabo un programa de mejoras de las instalaciones portuarias, incluida la construcción de una nueva terminal de pasajeros para acoger a los visitantes de cruceros. 
Se establecieron nuevas iniciativas de marketing, como la adhesión de Gibraltar a la Asociación MedCruise para ayudar a promocionar el Mediterráneo como destino de cruceros y establecer normas comunes para las instalaciones portuarias. Se invirtieron 5,2 millones de libras en mejorar la terminal del aeropuerto, mientras que la calle principal fue reformada y peatonalizada. Una serie de antiguos edificios de la guarnición fueron reurbanizados para uso recreativo y comercial, en particular la zona alrededor de Grand Casemates Square, que anteriormente se utilizaba como aparcamiento. El programa de mejora del turismo dio lugar a un importante aumento en el número de visitantes, que pasó de cuatro millones en 1996 a siete millones en 2001, y las pernoctaciones también aumentaron un 30 %. En 2006, el turismo contribuía más a la economía de Gibraltar que cualquier otro sector, y se calcula que los visitantes gastaron 279,41 millones de libras en 2011.
En 2014, Huffington Post incluyó a Gibraltar en su lista de los 10 lugares turísticos más decepcionantes.

## Comunicaciones

### Transporte

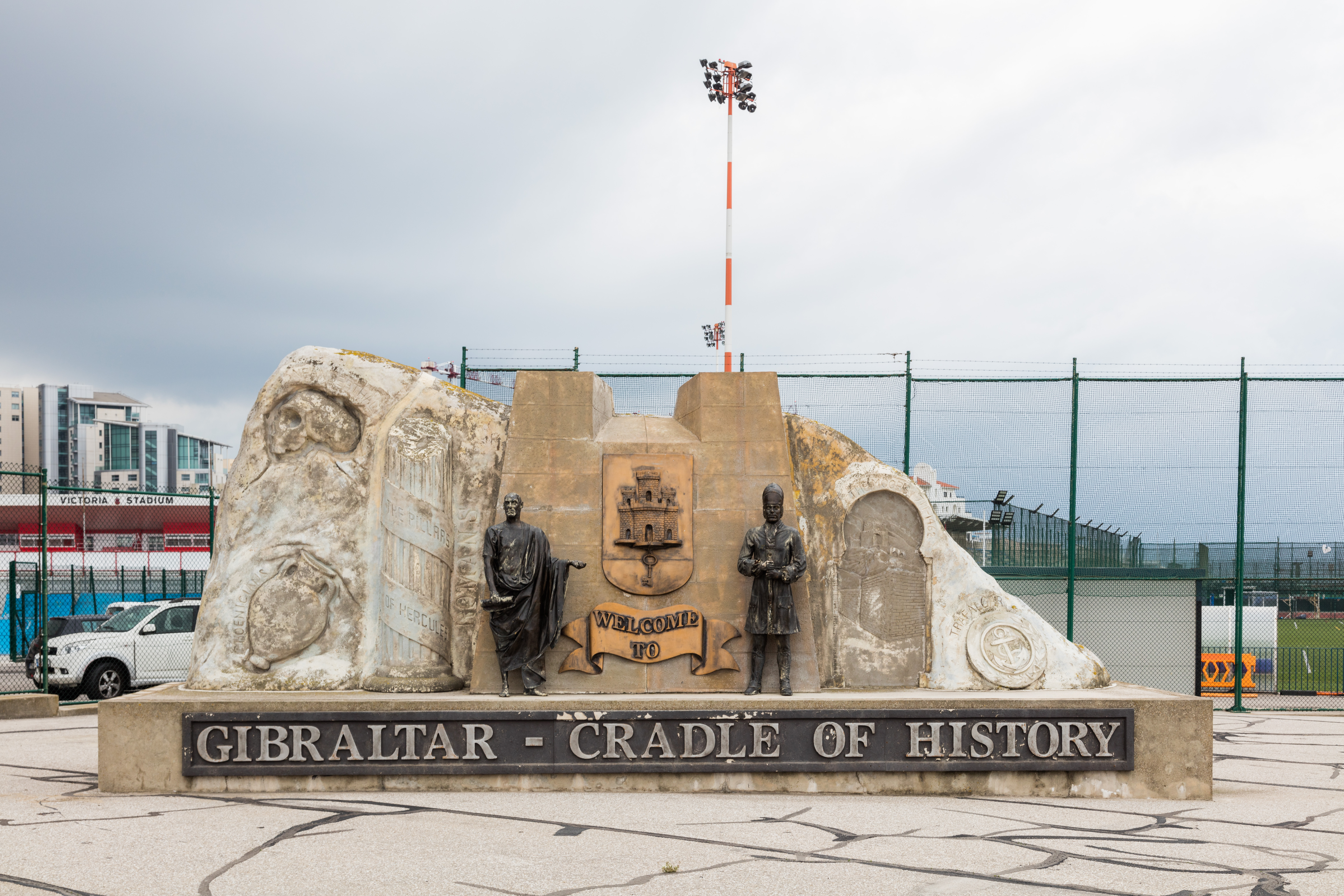
Monumento de bienvenida, Gibraltar.

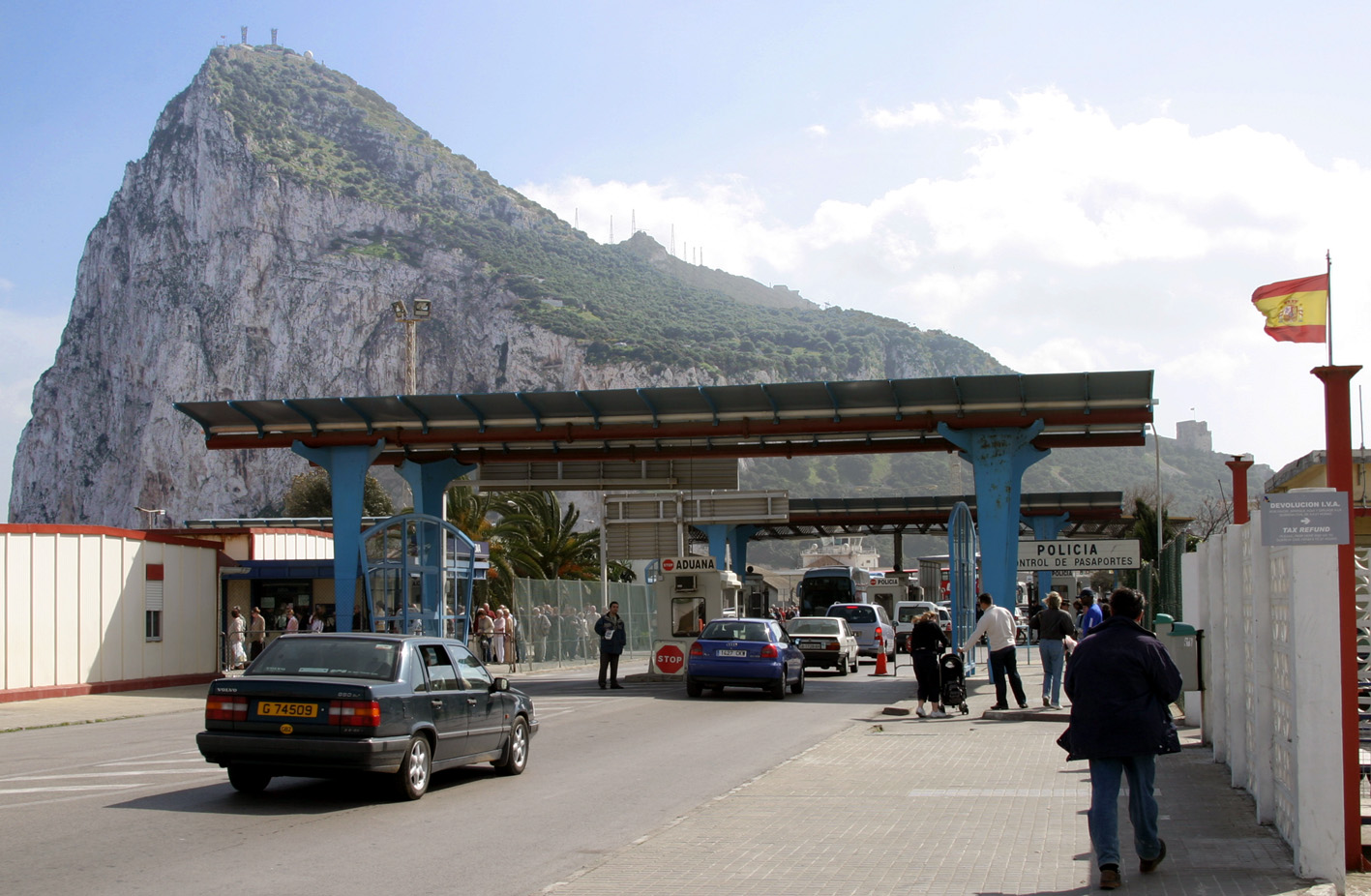
Instalaciones fronterizas con España.

La carretera principal cruza el aeropuerto de Gibraltar.

Barcos de pasajeros y carga fondean en el puerto de Gibraltar. Asimismo, un ferry une diariamente Gibraltar con Tánger, en Marruecos. Gibraltar dispone también de un aeropuerto internacional construido en el territorio disputado del istmo, que une Gibraltar con Londres, Mánchester, Madrid y Barcelona.

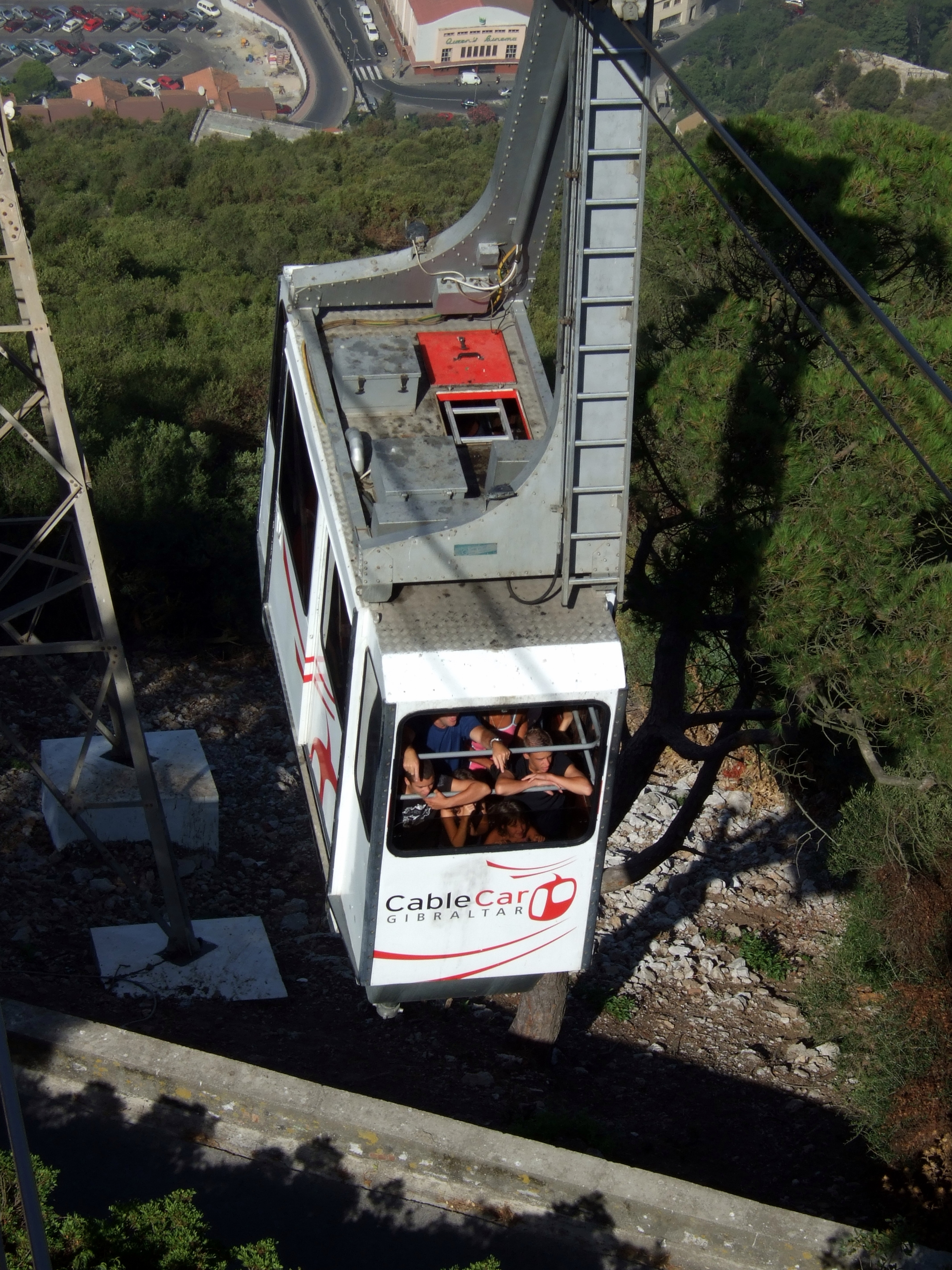
El teleférico de Gibraltar.

Un teleférico asciende al risco central de la cumbre del Peñón. El viaje silencioso a su cima (a una altitud de 426 m) ofrece una vista de la costa africana, donde las aguas del Atlántico entran en el Mediterráneo, y la costa de España.
Posee una red de carreteras de muchos kilómetros excavados en la roca del peñón, así como varios túneles, la mayoría de los cuales están cerrados al público. En Gibraltar, al contrario que en la mayoría de los territorios británicos, es obligatorio circular por la derecha, ya que comparte frontera con España.

### Telecomunicaciones

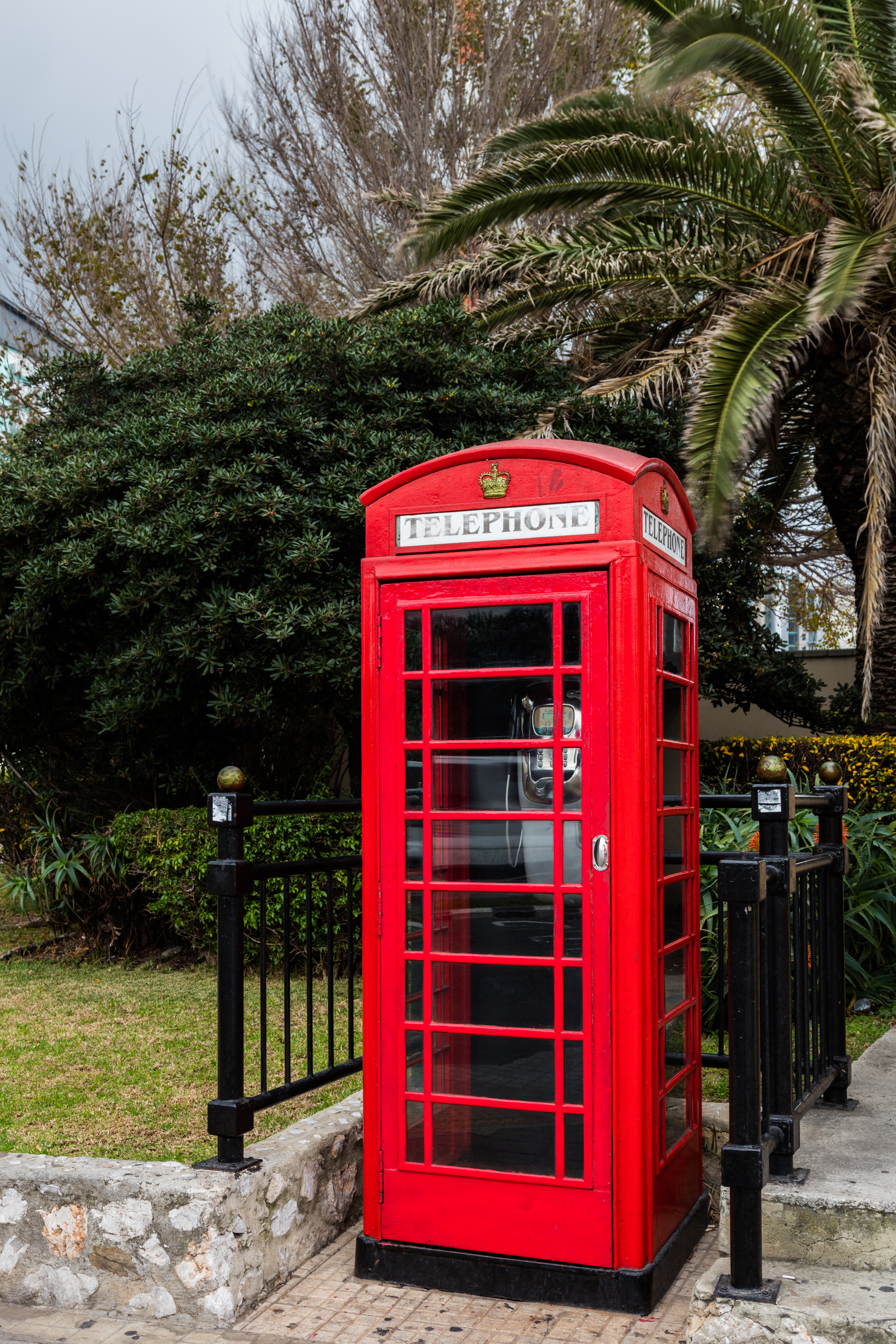
Típica cabina telefónica británica.

Gibraltar utiliza una central telefónica digital, existiendo tanto líneas de fibra óptica como pares de cobre en el bucle de abonado. Actualmente la única compañía telefónica es Gibtelecom, que además opera una red de telefonía móvil GSM. Los números telefónicos incrementaron de 5 a 8 dígitos en 2008, agregándoles el prefijo +200. Los números móviles también son de 8 dígitos.
Hasta el 10 de febrero de 2007, los teléfonos llamados desde España se encaminaron a Gibraltar como parte de la red de la provincia de Cádiz. Después de esta fecha, la única forma de llamar es tal como se venía haciendo desde otros países, con el código internacional +350.
En cuanto a servicios de internet y banda ancha, en la actualidad existe otra compañía aparte de Gibtelecom, Sapphire Networks, la cual ha establecido una línea de comunicación alternativa permanente con los operadores españoles Vodafone y Telefónica. Las comunicaciones del territorio no dependen exclusivamente de aquellas españolas. Gibraltar tiene una estación de satélite internacional, conexión de microondas con Marruecos y otras conexiones por cable submarino.

### Medios de comunicación

#### Televisión y radio
La Gibraltar Broadcasting Corporation (GBC) opera una emisora de radio y televisión en UHF, VHF y onda media. El servicio de radio y algunos eventos especiales televisados también se transmiten a través de internet.
- Televisión:
  - GBC Televisión.

Además, se ven todas las televisiones nacionales del Reino Unido y España (incluido las regionales de Andalucía y emisoras de la comarca del Campo de Gibraltar).
- Radio:
  - Radio Gibraltar (frecuencias: 91.3FM, 92.6FM, 100.5FM y 1458AM)
  - BFBS Gibraltar. Radio de las fuerzas armadas británicas en Gibraltar.

Además, se escuchan todas las radios nacionales del Reino Unido, y España (incluido las regionales de Andalucía y emisoras de la comarca del Campo de Gibraltar).

#### Prensa
Destacan en prensa escrita y digital:
- The Gibraltar Magazine
- El Gibraltar Chronicle
- Panorama - Online news Panorama
- Insight Magazine - Monthly Insight Magazine (tirada mensual)
- GibFocus
- The M@G
- Gibraltar News File
- 123 Property News

Además, se pueden comprar casi todos los periódicos y revistas de tirada nacional en Reino Unido y España (incluido los regionales de Andalucía).

## Demografía

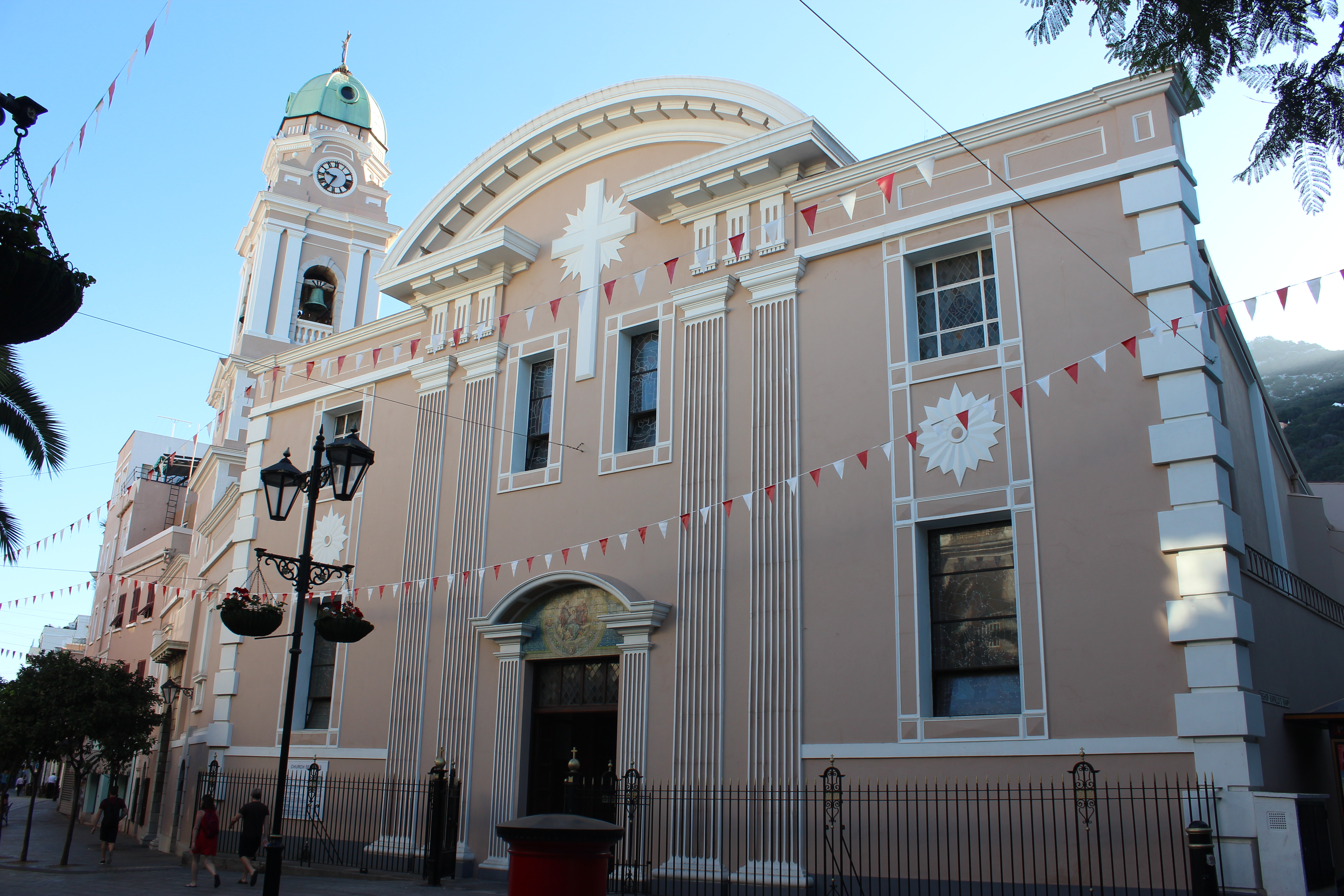
La Catedral de Santa María la Coronada, del, es el templo de culto católico más antiguo de Gibraltar.

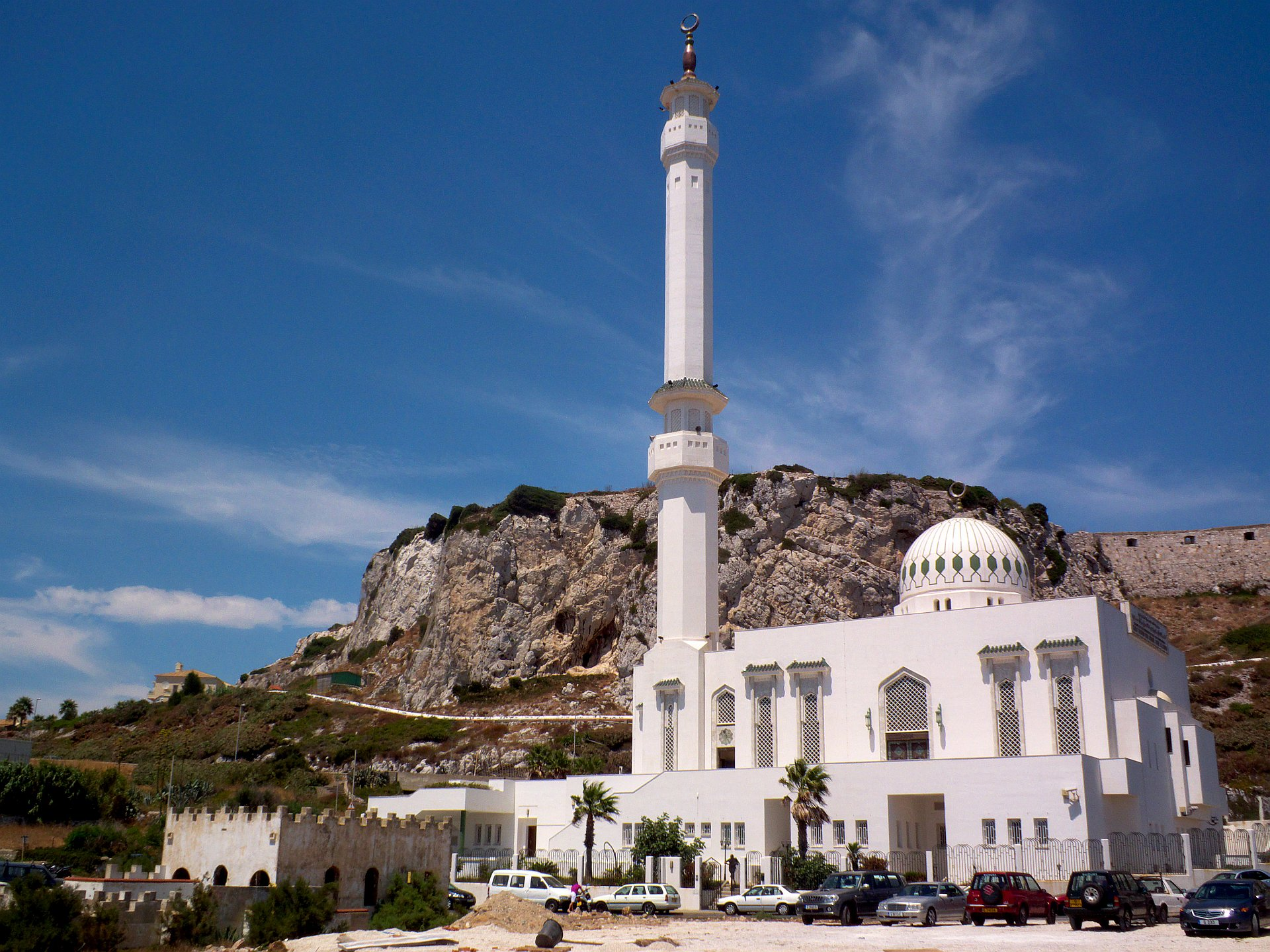
Mezquita Ibrahim-al-Ibrahim, regalo del rey Fahd de Arabia Saudí.

El Peñon ha Sido poblado por pueblos iberos y celtiberos desde antes de la llegada de los romanos. La mayoría de la población española en Gibraltar (alrededor de 5000), con pocas excepciones, abandonó Gibraltar cuando los holandeses y los ingleses tomaron la ciudad en 1704.
La población habitualmente residente registrada en el censo de 2012 ascendía a 32 577 personas, de las que 25 444 constaban como gibraltareñas; representa un aumento con respecto al censo de 2001 del 15 % y el 11 % respectivamente. La población estimada en 2014 era de 33 140 habitantes.
Dos tercios de los habitantes del territorio son gibraltareños (los nacidos allí antes de 1925 y sus descendientes). Cerca de una quinta parte está compuesta por extranjeros residentes. El resto lo componen la guarnición y sus familias.
Como es propio en un puerto mediterráneo, la población actual de Gibraltar tiene un origen diverso: principalmente compuesto de ascendencia británica, andaluza, genovesa, maltesa, portuguesa, así como árabe y judía originaria del norte de África y otros países del sur del Mediterráneo. Actualmente no existe más que una minoría de españoles residentes: los que trabajan en el peñón cruzan diariamente a Gibraltar para volver a sus casas tras la jornada laboral.
| Posición | Origen                              | Proporción (%) nombres de familia |
| -------- | ----------------------------------- | --------------------------------- |
| 1        | Británicos                          | 27                                |
| 2        | Españoles (excluyendo menorquines)  | 24                                |
| 3        | Italianos (Genoveses e islas)       | 19                                |
| 4        | Portugueses                         | 11                                |
| 5        | Malteses                            | 8                                 |
| 6        | Judíos (Sefardíes de Tetuán/Tánger) | 3                                 |
| 7        | Menorquines                         | 2                                 |
| 8        | Otros                               | 4                                 |
| 9        | Sin asignar                         | 2                                 |

Los habitantes de Gibraltar son llamados «llanitos» o «yanitos» (término de origen desconocido). 
Gibraltar es uno de los territorios más densamente poblados del mundo, con aproximadamente 4290 hab./km². La demanda de espacio se ha solucionado con la ocupación de tierras al mar, que actualmente supone un tercio de la superficie total de la ciudad.

### Idiomas
El único idioma oficial de Gibraltar es el inglés, que es utilizado por el gobierno, en la televisión pública y en las escuelas. La mayoría de los locales son bilingües, y también hablan español, aunque sin ningún tipo de reconocimiento oficial. Sin embargo, debido a la variada mezcla de grupos étnicos que residen allí, también se hablan otros idiomas en el Peñón. El bereber y el árabe son hablados por la comunidad marroquí, al igual que el hindi y el sindhi por la comunidad india. El maltés es hablado por algunas familias de ascendencia maltesa.

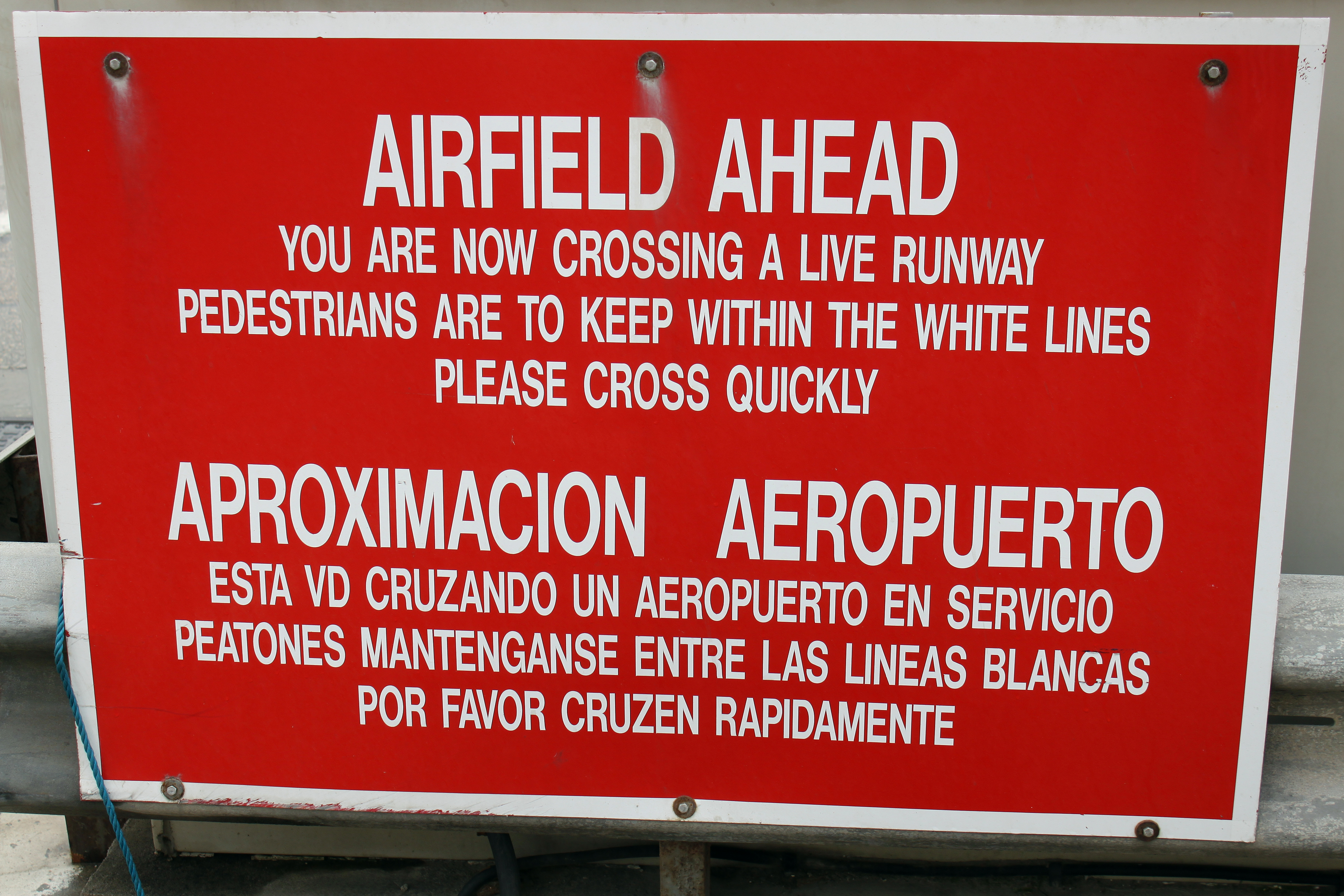
Un cartel en Gibraltar escrito en inglés y español

Los gibraltareños suelen conversar en llanito, una lengua vernácula exclusiva de Gibraltar. Está basada en el español andaluz con una fuerte mezcla de inglés británico y elementos de idiomas como el maltés, el portugués, el genovés, el italiano y la haquetía (un dialecto judeoespañol). El llanito también suele implicar alternar entre inglés y el español.

### Religión
Las religión más profesada es el cristianismo, dentro del cual las denominaciones más profesadas son catolicismo (78,09 %), protestantismo (anglicanismo) (6,98 %), (otros) (3,21 %). Otras religiones incluyen el islam (4,01 %), judaísmo (2,12 %), hinduismo (1,79 %) y otras (0,94 %), mientras que el resto de la población (2,86 %) no profesa ninguna religión (censo de 2001). La diócesis anglicana de Gibraltar también abarca otras comunidades del sur de Europa. La comunidad judía es principalmente de ascendencia sefardí.

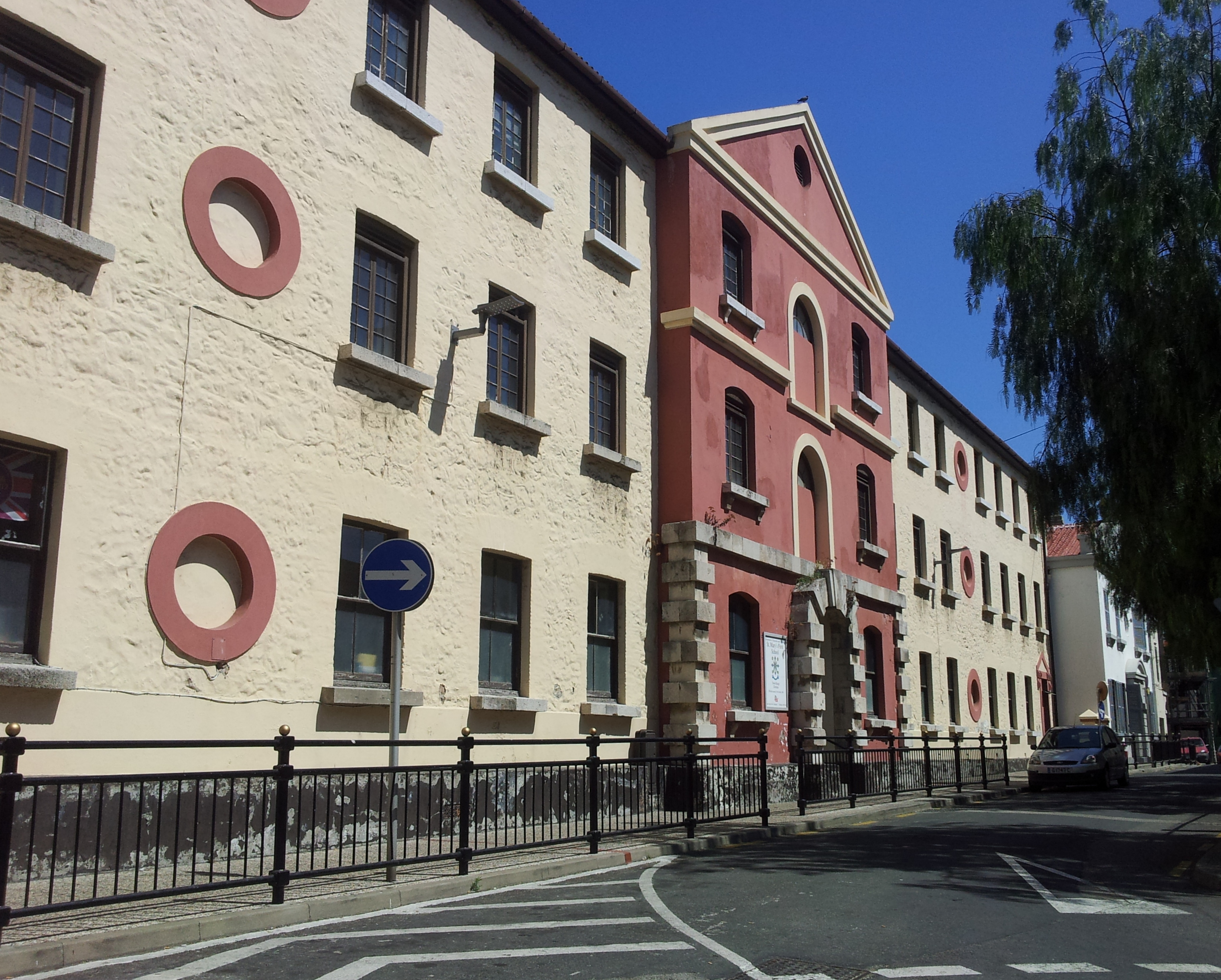
Escuela de Santa María (St Mary's School), Town Range, Gibraltar

La iglesia de Santa María la Coronada del siglo XVI es la catedral de la diócesis de Gibraltar, y también la Iglesia católica más antigua del territorio. Hay cuatro sinagogas ortodoxas en funcionamiento en Gibraltar y varios establecimientos kosher.

### Educación
En general, la educación en Gibraltar sigue el sistema británico, que funciona dentro de un esquema de tres niveles. Las escuelas de Gibraltar siguen el modelo de Key Stage (etapas clave) que enseña el National Curriculum (plan de estudios nacional).
El primer año de educación en Gibraltar se realiza en la guardería o preescolar. La asistencia es de 3 a 4 años y no es obligatoria. La educación obligatoria comienza a los 4 años con la educación primaria. El primer año se conoce como Reception, donde la asistencia es de hasta 5 años. En Gibraltar, la educación primaria dura 8 años (First y Middle school).

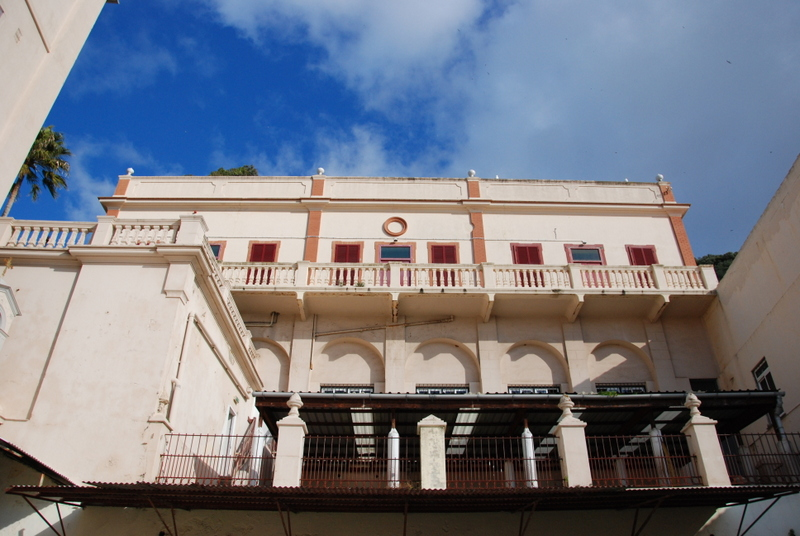
Escuela del Sagrado Corazón (Sacred Heart School), Gibraltar

A la edad de 12 años los estudiantes gibraltareños acceden a la enseñanza secundaria. Después de un curso de cuatro años se preparan para el Certificado General de Educación Secundaria (GCSE), donde los estudiantes se presentan a los exámenes finales a la edad de 16 años. Los estudiantes pueden cursar hasta 10 asignaturas del GCSE, incluidas las 5 principales (inglés, matemáticas, ciencias, estudios religiosos y español). Los estudiantes que deseen continuar sus estudios después de realizar sus GCSEs pueden pasar a la sexta forma (en la misma escuela), siempre que hayan obtenido un requisito mínimo de 4 sujetos pasa en el grado C o superior (por lo general incluyendo Inglés y Matemáticas). En este caso, el estudiante cursará un Nivel-A de dos años. Los estudiantes gibraltareños pueden cursar hasta 4 asignaturas diferentes de Nivel-A simultáneamente.
Los centros públicos de educación secundaria son Bayside Comprehensive School y Westside School. Por otra parte Prior Park School Gibraltar es una escuela secundaria independiente.
El 31 de marzo de 2015, el Gobierno de Gibraltar anunció la aprobación de la Ley de la Universidad de Gibraltar y The University of Gibraltar, la primera universidad del territorio, abrió sus puertas en septiembre de 2015.

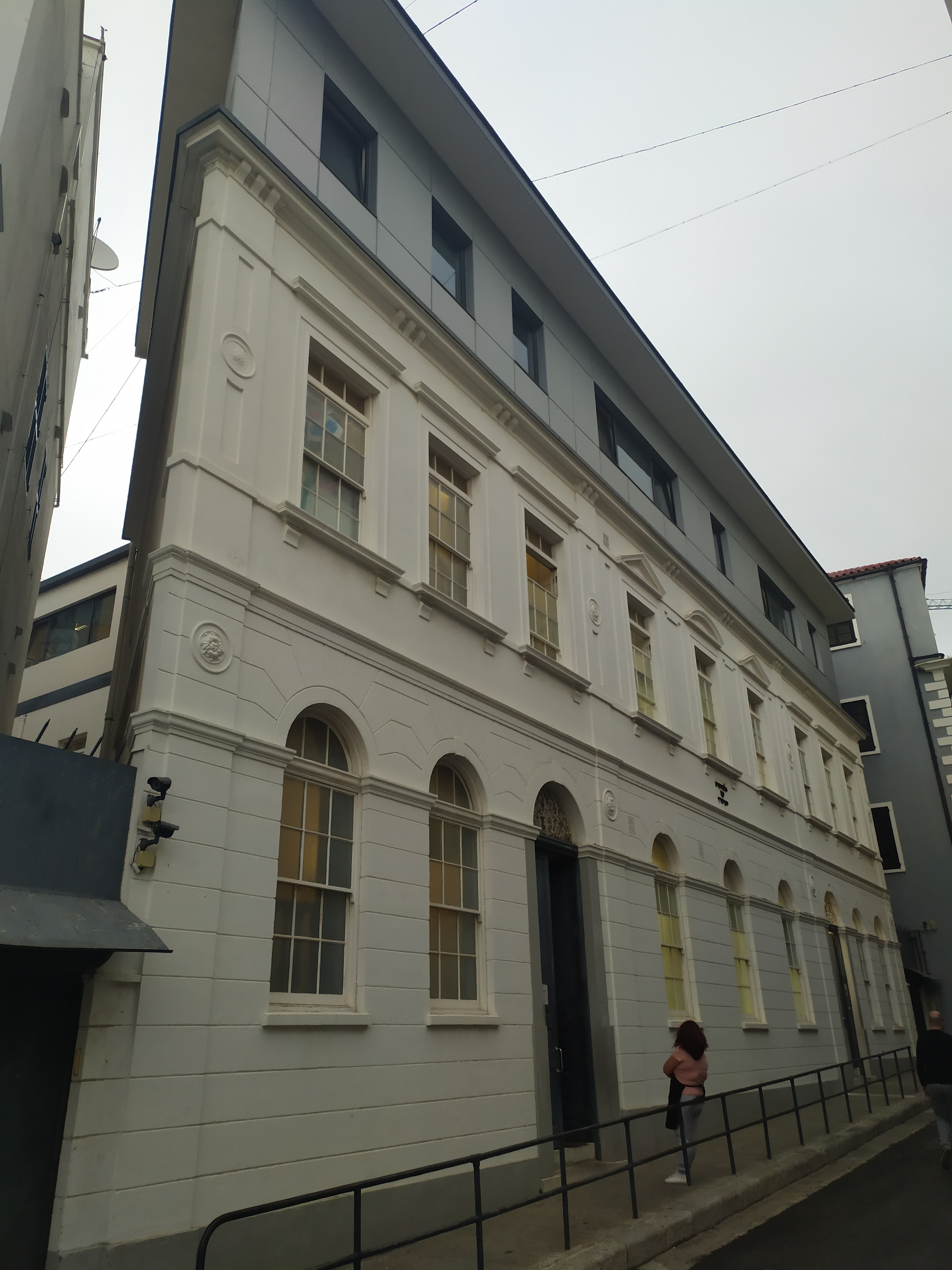
Escuela Judía de Gibraltar (Talmud Torah Hebrew School)

Anteriormente, todos los estudiantes debían cursar en otro lugar estudios de grado o equivalentes y determinados cursos no universitarios. El Gobierno de Gibraltar gestiona un sistema de becas/subvenciones para proporcionar financiación a los estudiantes que cursan estudios en el Reino Unido. Todos los estudiantes gibraltareños siguen el sistema de préstamos estudiantiles del Reino Unido, en el que solicitan un préstamo a la Student Loans Company que luego es reembolsado en su totalidad por el Gobierno de Gibraltar. En agosto de 2010, este sistema fue sustituido por el pago directo por el Gobierno de becas y tasas de matrícula. La inmensa mayoría de los gibraltareños continúan sus estudios en la universidad.
En 2008, había 224 estudiantes gibraltareños matriculados en universidades británicas, la cifra más alta hasta esa fecha.
Desde 2021, los estudiantes pueden acogerse al programa Turing del Reino Unido, en el que el Gobierno de Gibraltar está dispuesto a contribuir a los costes si las prácticas son un requisito del curso universitario.

### Divisiones territoriales
Gibraltar no tiene divisiones oficiales, pero en términos estadísticos puede ser dividido en siete áreas residenciales, que aparecen en la siguiente tabla. Las cifras de población están tomadas del censo de 2001:

| Mapa de Gibraltar |    |                   |           |            |
| Mapa de Gibraltar |    | Área residencial  | Población | % de total |
| ----------------- | -- | ----------------- | --------- | ---------- |
| Mapa de Gibraltar | 1. | East Side         | 429       | 1,54       |
| Mapa de Gibraltar | 2. | North District    | 4116      | 14,97      |
| Mapa de Gibraltar | 3. | Reclamation Areas | 9599      | 34,91      |
| Mapa de Gibraltar | 4. | Sandpits Area     | 2207      | 8,03       |
| Mapa de Gibraltar | 5. | South District    | 4257      | 15,48      |
| Mapa de Gibraltar | 6. | Town Area         | 3588      | 13,05      |
| Mapa de Gibraltar | 7. | Upper Town        | 2805      | 10,20      |
| Mapa de Gibraltar |    | Resto             | 494       | 1,82       |
| Mapa de Gibraltar |    | Gibraltar         | 27 495    | 100        |

## Cultura

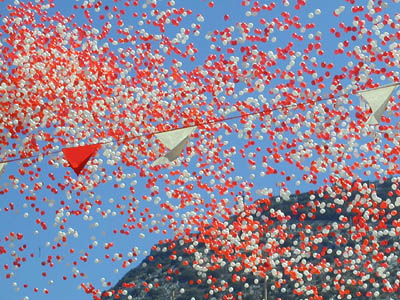
30 000 globos rojos y blancos en vuelo en el día nacional de Gibraltar, representando cada uno de los habitantes del peñón.

La cultura de Gibraltar refleja los orígenes diversos de los gibraltareños. Al igual que los demás Territorios Británicos de Ultramar, el único idioma oficial es el inglés, lengua por tanto del gobierno, comercio, educación y de los medios de comunicación.
No obstante, la lengua vernácula, el llanito, es una mezcla basada fundamentalmente en el español andaluz con gran influencia del inglés entre otros muchos idiomas del Mediterráneo. En la mayor parte de los hogares gibraltareños la lengua de uso cotidiano es el español, combinada en ocasiones con el inglés, incluso para los oriundos del Reino Unido que se han trasladado a Gibraltar, que suelen adoptarlo como consecuencia natural, y cuyos hijos lo aprenden más fácilmente.
Gibraltar celebra su día nacional el 10 de septiembre de cada año, fecha elegida para conmemorar el referéndum de 1967, considerado el primer acto de autodeterminación del pueblo gibraltareño. Los gibraltareños se juntan en la plaza principal (Grand Casemates Square) en vestimenta rojiblanca (colores nacionales) para celebrar la fiesta; se sueltan 30 000 globos rojos y blancos (representando cada uno de los habitantes), seguidos por música, baile y otras celebraciones que duran hasta la madrugada del día siguiente.

### Monumentos y sitios de interés
Gibraltar posee un interesante patrimonio, en el que destacan:
- Las Fortificaciones de Gibraltar han hecho que el Peñón de Gibraltar y sus alrededores "sea probablemente el lugar más luchado y densamente fortificado de Europa, y probablemente, por lo tanto, del mundo", como dijo el mariscal de campo John Chapple. La península de Gibraltar, situada en el extremo meridional de Iberia, tiene una gran importancia estratégica como resultado de su posición en el estrecho de Gibraltar, donde el mar Mediterráneo se encuentra con el océano Atlántico. Ha sido repetidamente disputada entre potencias europeas y del norte de África y ha soportado catorce asedios desde que se fundó en el siglo XI. Los ocupantes de la península —andalusíes, castellanos / españoles y británicos— han construido capas sucesivas de fortificaciones y defensas, incluyendo murallas, baluartes, casamatas, baterías, revistas, túneles y galerías. En su apogeo en 1865, las fortificaciones abrigaban alrededor de 681 cañones montados en 110 pilas y posiciones, vigilando todas las aproximaciones terrestres y marítimas a Gibraltar. Las fortificaciones continuaron en uso militar hasta la década de 1970, con más de 55 km de galerías excavadas en un área de 6,7 km².

## Deportes

### Fútbol
- Gibraltar National League
- Rock Cup
- Copa Pepe Reyes

El fútbol es uno de los deportes más populares en Gibraltar. La Asociación de Fútbol de Gibraltar es una de las federaciones de fútbol más antiguas del mundo, y es la encargada de organizar la liga gibraltareña, la Rock Cup, las ligas femeninas, juveniles y el futsal en el peñón.

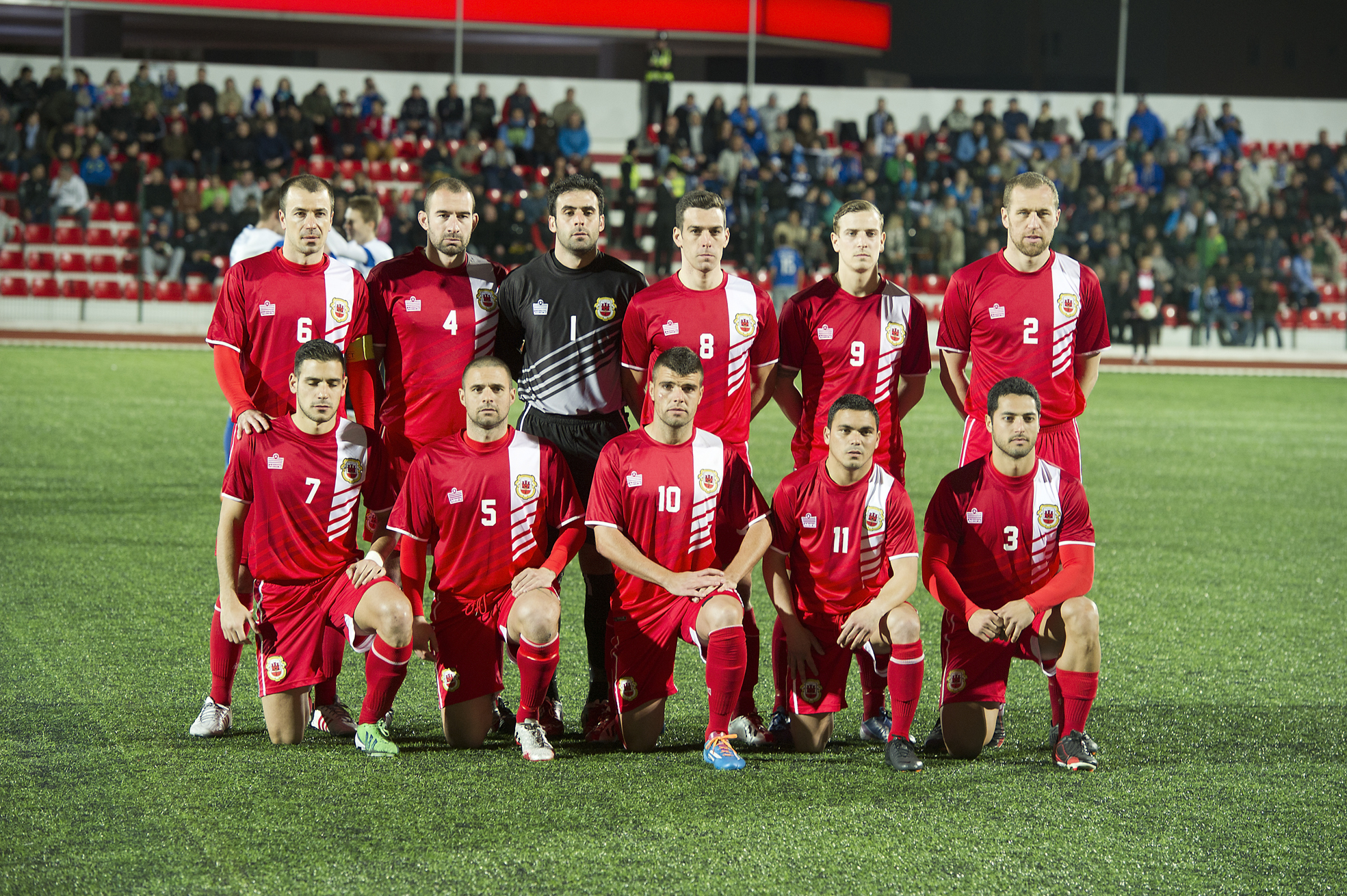
La Selección de fútbol de Gibraltar en 2014

La selección de fútbol de Gibraltar fue admitida en 2006 como miembro provisional de la UEFA. Sin embargo, a principios de 2007, cuando se debía decidir por su plena admisión como miembro asociado, fue rechazada finalmente la propuesta. La Federación Española de Fútbol siempre ha estado en contra de esta posibilidad, y en 2002 advirtió a la UEFA de que en caso de admitir a Gibraltar retiraría a los clubes españoles y a su propia selección de las competiciones internacionales.
A pesar de las amenazas, el 1 de octubre de 2012 la UEFA admitió nuevamente a Gibraltar como miembro provisional y el 24 de mayo de 2013 fue definitivamente admitida como miembro de pleno derecho. En la Liga de Naciones de la UEFA 2018-19 jugó en la División D (4.º) y terminó en primer lugar de su grupo consiguiendo el ascenso a la División C para la Liga de Naciones de la UEFA 2020-21.
A partir de la admisión, la selección gibraltareña ha disputado la Clasificación para la Eurocopa 2016 y la Clasificación de UEFA para la Copa Mundial de Fútbol de 2018. Además los equipos que juegan en la Primera División tienen la posibilidad de participar en la Liga de Campeones y en la Liga Europa.
El único equipo que ha clasificado para una competición europea es el Lincoln Red Imps FC haciéndolo en la Conference League en la temporada 2021-22 terminando último sin puntos en el Grupo F junto al FC Copenhague, el PAOK y el Slovan Bratislava.

### Rugby
El rugby, administrado por la Unión de Rugby de Gibraltar (GRFU, fundada en 1945), es un deporte también tradicional. la GRFU se encarga de organizar las competiciones domésticas y además está a cargo de la selección de rugby de Gibraltar. En el plano local, actualmente existen 4 equipos: Gibraltar Bay Bucaneers, Europa Stormers, Straits Sharks y Rock Scorpions. Todos ellos compiten anualmente en dos competiciones fundadas en 2010, la U-mee Super IVs donde los 4 equipos se enfrentan bajo el sistema de todos contra todos 3 veces para un total de 9 partidos por club, y una competición de copa, la Rugby Rock Cup que cuenta con una ronda de semifinales y una final. En el pasado existió una liga local con 3 equipos militares y uno de civiles, el Gibraltar Football Rugby Club que luego de dominar la liga local durante años y ante la disminución del personal militar, y con él de equipos militares, decidió entrar en la Liga Andaluza de Rugby en 1992. 

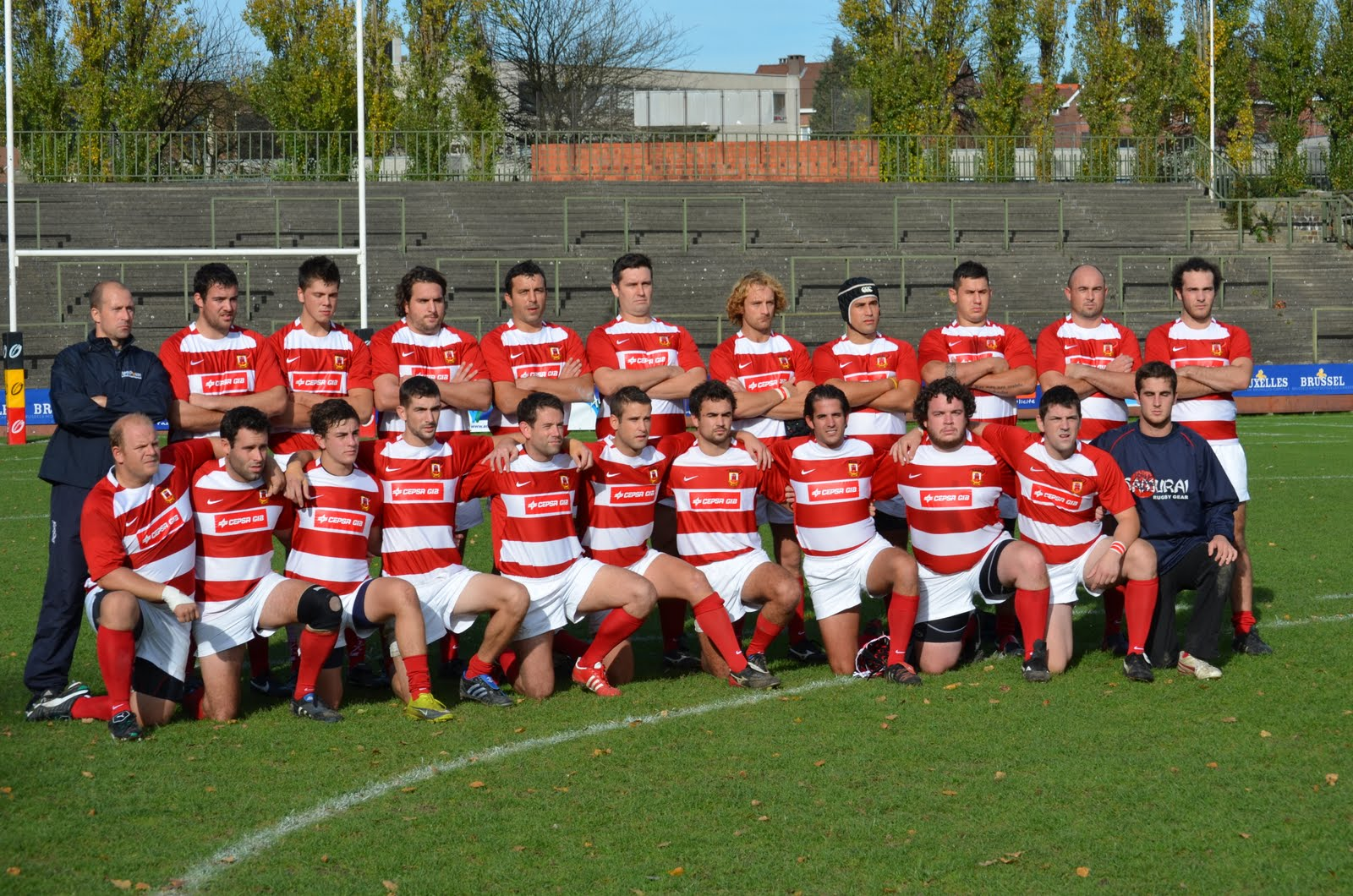
La Selección de Rugby de Gibraltar en 2011

En un momento se planteó la posibilidad de que la Super Ibérica de Rugby contara con la participación de un equipo de Gibraltar que se habría llamado Hércules R. C. 
A nivel de selecciones Gibraltar no es miembro ni de Rugby Europe ni de la World Rugby.

### Hockey
El hockey está administrado por la Asociación de Hockey de Gibraltar (GHA) que se convirtió en miembro pleno de la Federación Europea de Hockey en 1969. El hockey es el deporte en el que Gibraltar ha conseguido sus logros más significativos como el hecho de haber participado en la fase final del Campeonato Europeo de Hockey sobre Hierba Masculino de 1978, la única fase final jugada por una selección de Gibraltar. Además es el deporte en el que antes empezaron a tener participación internacional los clubes locales con los Rock Gunners haciendo su debut en la Copa Europea de Campeones de Hockey sobre Hierba de 1980 en Barcelona, unos 34 años antes de que el Lincoln Red Imps hiciera su debut en la Liga de Campeones de la UEFA en la temporada 2014-15.

### Baloncesto
El baloncesto, que es administrado por la Asociación Amateur de Baloncesto de Gibraltar (GABBA), es un deporte en crecimiento. Tuvo un equipo participando en las divisiones provinciales de Cádiz (sexto nivel español): el Fosters GABBA desde la temporada 2004-05 hasta la temporada 2011-12. A nivel local cuenta con una liga masculina, femenina y varias ligas juveniles. En la actualidad, un equipo femenino, el ULB Europa, juega en la liga de Cádiz bajo el auspicio de Europa F. C.
A nivel de selecciones, la selección de baloncesto de Gibraltar juega en el Campeonato Europeo de Baloncesto de los Países Pequeños. 

### Cricket
Administrado por la Asociación de Cricket de Gibraltar (GCA) que es miembro asociado del International Cricket Council desde 1969 y además es miembro del European Cricket Council. A nivel local organiza una liga de 40 óvers, una copa y una liga con dos divisiones bajo la modalidad Twenty20. 
En 2019 la selección nacional participó en una competición amistosa conocida como la Copa Iberia 2019 junto a las selecciones de España y Portugal. 

### Otros

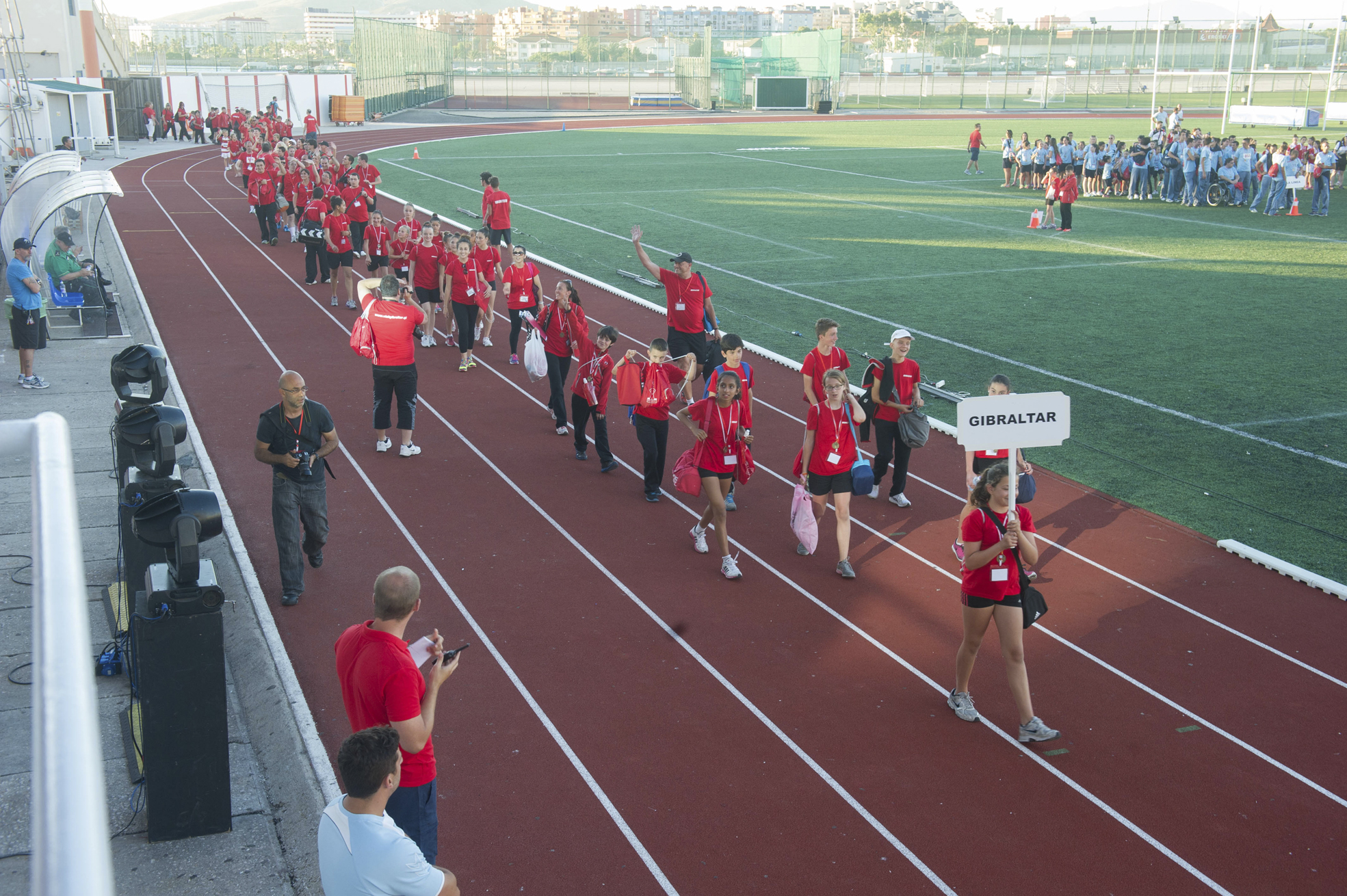
Delegación de Gibraltar en los XVII Juegos del Estrecho (Strait Games) donde participan ciudades españolas como Ceuta o La Línea

El voleibol está administrado por la Asociación de Vóleibol de Gibraltar que se encarga de organizar competiciones locales masculinas, femeninas y mixtas. 
El netball, un deporte exclusivamente femenino, se encuentra administrado por la Asociación de Netball de Gibraltar la que organiza una liga de hasta tres divisiones en el plano doméstico y además se encarga de la selección de netball de Gibraltar. 
Los deportes acuáticos están a cargo de la Asociación Amateur de Natación de Gibraltar que patrocina al Tarik Waterpolo Gibraltar, un club de waterpolo que juega en la Liga Andaluza de Waterpolo. A nivel local organiza competiciones de natación en varias modalidades. 
El atletismo también goza de buena presencia en la cultura gibraltareña con dos eventos organizados anualmente por la Asociación Amateur de Atletismo de Gibraltar (GAAA): Top The Rock y 10K Round The Rock. Las competencias de remo tienen también larga trayectoria y son organizadas por la Asociación Amateur de Remo de Gibraltar (GARA). 
El bádminton, el tenis, el squash son deportes medianamente practicados así como juegos como el lanzamiento de dardos, el pool y el snooker. Gibraltar además organiza anualmente el Festival de Ajedrez de Gibraltar y ocasionalmente acoge eventos de boxeo como el Rumble on The Rock 2021.

## Ciudades hermanadas
- Reino Unido: Ballymena (Irlanda del Norte)
- Portugal: Funchal (Madeira)
- Venezuela: Gibraltar (Zulia)

## Lugares
- Jardín Botánico de Gibraltar
- Cementerio de North Front